# Sojusz Lewicy Demokratycznej

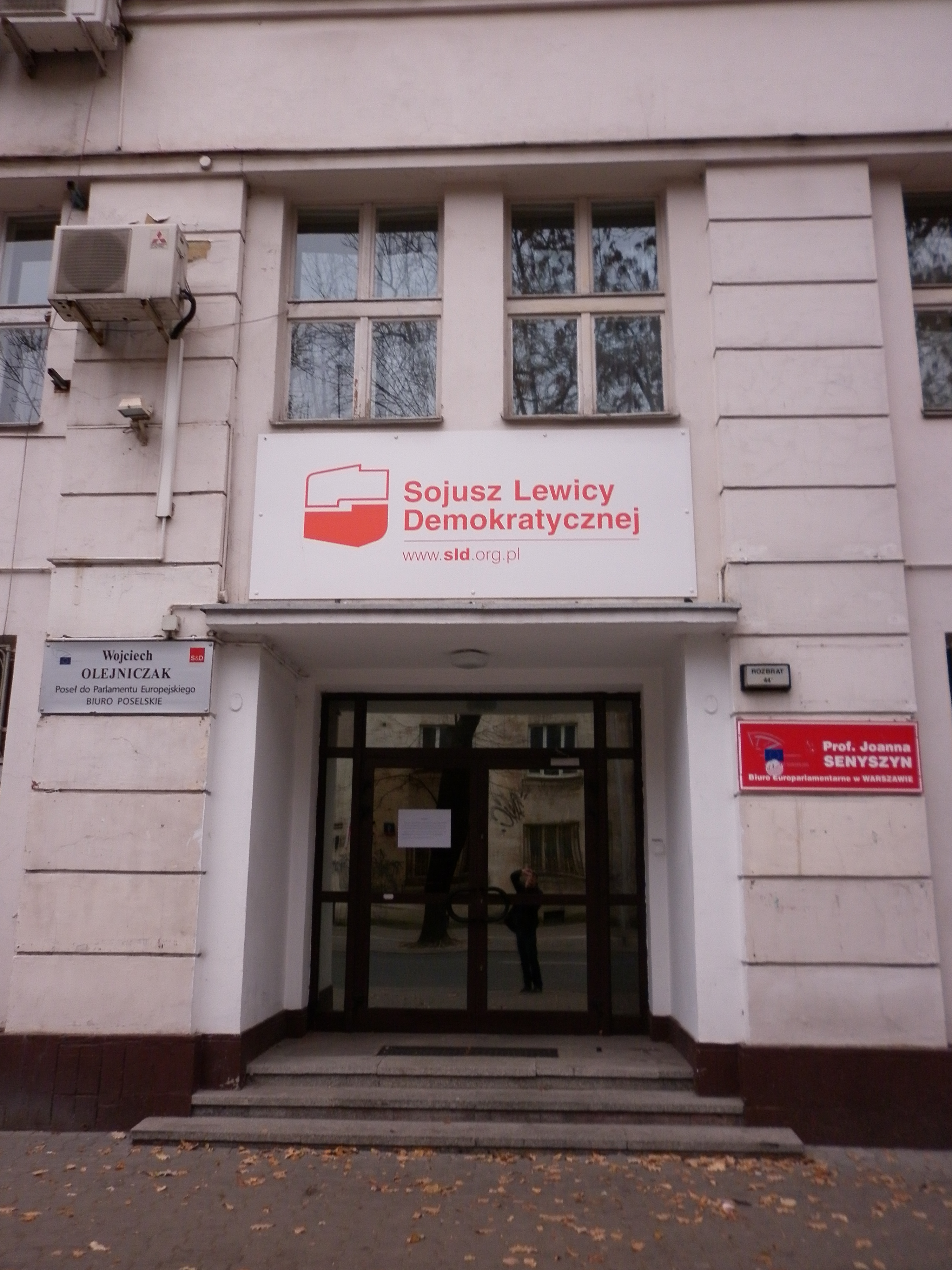
Siedziba Sojuszu Lewicy Demokratycznej przy ul. Rozbrat w Warszawie (1999–2012)

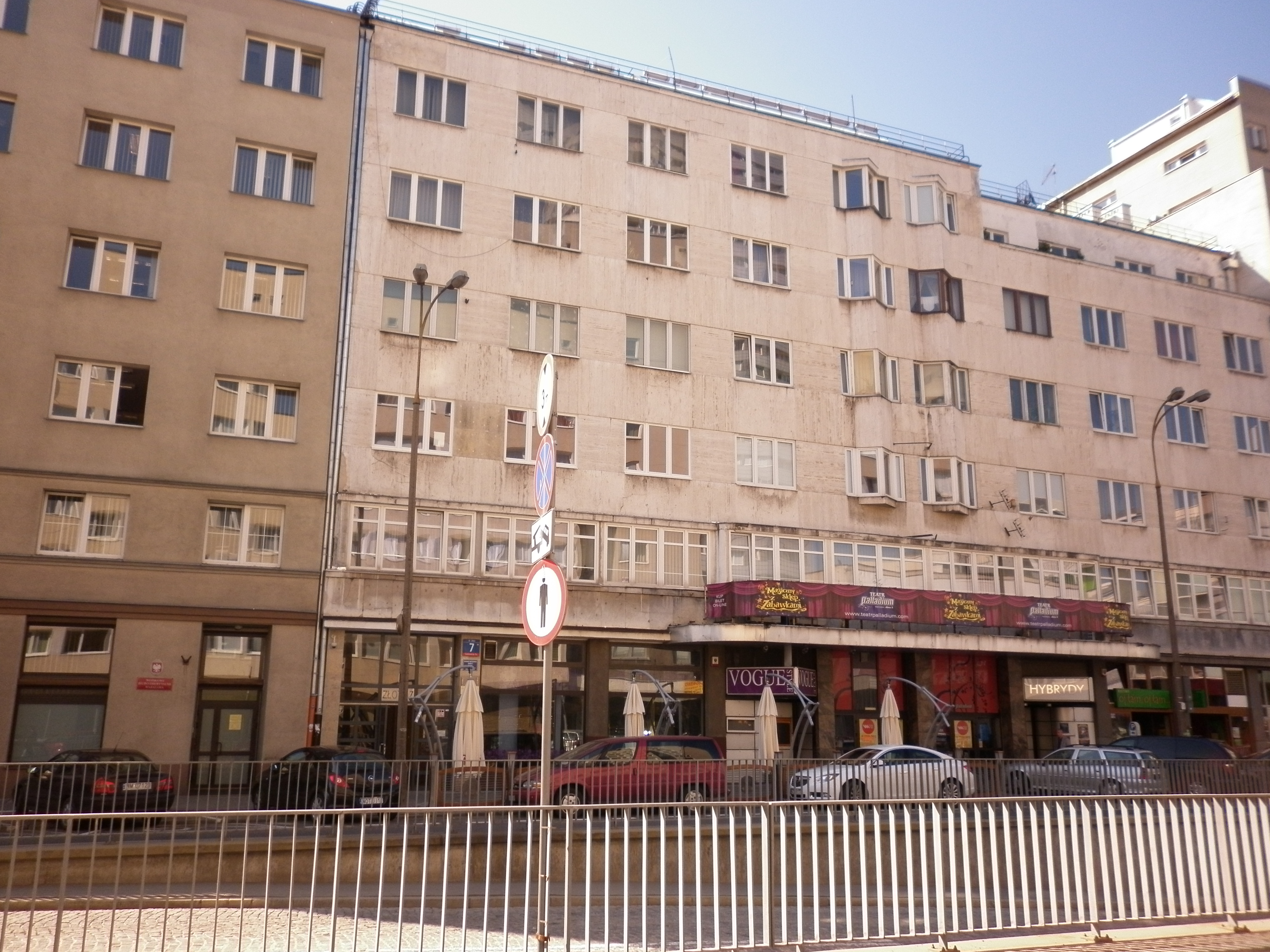
Siedziba Sojuszu Lewicy Demokratycznej przy ul. Złotej 9 w Warszawie

Sojusz Lewicy Demokratycznej (SLD) – polska centrolewicowa partia polityczna, założona 15 kwietnia 1999 (zarejestrowana sądownie 17 maja 1999) przez działaczy większości organizacji wchodzących w skład koalicji SLD. Koalicja ta była skupiona wokół partii Socjaldemokracja Rzeczypospolitej Polskiej i zawiązana została w 1991.
Koalicja SLD w latach 1993–1997 tworzyła rząd większościowy z Polskim Stronnictwem Ludowym, a premierami z jej ramienia byli Józef Oleksy (1995–1996) i Włodzimierz Cimoszewicz (1996–1997). Partia SLD tworzyła rząd w latach 2001–2005 (do 2003 większościowy, koalicyjny z PSL i Unią Pracy; od 2003 rząd mniejszościowy wraz z niektórymi ugrupowaniami lewicowymi). Premierami z nadania partii byli Leszek Miller (2001–2004) i Marek Belka (2004–2005). W latach 1995–2005 wywodzący się z koalicji SLD Aleksander Kwaśniewski pełnił urząd prezydenta RP.
Od 2005 SLD znajdował się w opozycji (do 2015 i od 2019 parlamentarnej, a w latach 2015–2019 pozaparlamentarnej). Sojusz Lewicy Demokratycznej był członkiem m.in. Partii Europejskich Socjalistów, należał także do Międzynarodówki Socjalistycznej. W Parlamencie Europejskim należał do Postępowego Sojuszu Socjalistów i Demokratów. Ideologia partii wywodziła się z nurtu socjaldemokratycznego.
W związku z planami połączenia z Wiosną, SLD formalnie przyjął zarejestrowaną 27 stycznia 2020 nazwę Nowa Lewica. Skrót partii nie został przy tym wtedy zmieniony przez sąd. 11 czerwca 2021, w wyniku rozwiązania Wiosny i złożenia przez jej działaczy deklaracji przystąpienia do Nowej Lewicy, doszło do faktycznego połączenia obu ugrupowań. 17 lipca 2021 formalnie powołano w ramach Nowej Lewicy frakcje SLD i Wiosna. 9 października 2021 odbył się kongres, który przypieczętował proces łączenia obu środowisk poprzez parytetowy wybór władz.

## Historia

### Geneza
Członkowie Sojuszu Lewicy Demokratycznej wywodzili się głównie ze środowisk związanych z Polską Zjednoczoną Partią Robotniczą oraz Socjaldemokracją Rzeczypospolitej Polskiej.
W latach 1991–1999 SLD funkcjonował jako koalicja partii skupiona wokół SdRP. Pierwszym politykiem, który zaproponował przekształcenie koalicji SLD w partię polityczną, był Marek Borowski. Podczas kongresów SdRP w 1998 i 1999 pojawiły się postulaty przekształcenia SLD w partię polityczną. Doszło do tego w maju 1999, a w grudniu tego samego roku pod hasłem „Nowy wiek – nowy Sojusz Lewicy Demokratycznej. Socjaldemokratyczny program dla Polski” odbył się I kongres ugrupowania. W latach 2000–2001 poparcie dla SLD razem z Unią Pracy kształtowało się na poziomie 40–50%.

### Koalicja Sojusz Lewicy Demokratycznej
Po samorozwiązaniu PZPR część działaczy podjęła decyzję o założeniu dwóch nowych partii socjaldemokratycznych: Socjaldemokracja Rzeczypospolitej Polskiej i Unia Socjaldemokratyczna Rzeczypospolitej Polskiej (późniejsza Polska Unia Socjaldemokratyczna). 9 lipca 1991 podczas spotkania organizacji młodzieżowych z Aleksandrem Kwaśniewskim i Włodzimierzem Cimoszewiczem podjęto decyzję o utworzeniu koalicji wyborczej wokół Socjaldemokracji Rzeczypospolitej Polskiej. 16 lipca do porozumienia wyborczego przystąpiły Polska Partia Socjalistyczna, Ogólnopolskie Porozumienie Związków Zawodowych, Związek Socjalistycznej Młodzieży Polskiej, Demokratyczna Unia Kobiet, Komitet Obrony Bezrobotnych, Federacja Związków Zawodowych Pracowników Rolnictwa, Federacja NSZZ Pracowników Przemysłu Lekkiego, Naczelna Rada Spółdzielcza, Rada Krajowa Towarzystwa Kultury Świeckiej i organizacje lokalne. Głównymi siłami tworzącymi koalicję spośród nich były SdRP i OPZZ. Pod koniec lipca został zarejestrowany blok wyborczy. Hasło wyborcze koalicji SLD brzmiało: Tak dalej być nie może.
Do czasu wyborów najpoważniejszą siłę polityczną po lewej stronie stanowiła SdRP i utworzona wokół niej koalicja SLD. Powstaniu wspólnego bloku towarzyszyły długotrwałe negocjacje związane z pominięciem szefa OPZZ Alfreda Miodowicza w tworzeniu sojuszu oraz z objęciem funkcji przewodniczącego Krajowego Komitetu Wyborczego SLD. W zwołanym głosowaniu Włodzimierz Cimoszewicz wygrał jednym głosem z ubiegającym się na to stanowisko Aleksandrem Kwaśniewskim. Wiceprzewodniczącymi zostali Aleksander Kwaśniewski (SdRP), Alfred Miodowicz (OPZZ), Ryszard Grodzicki (ZNP), Krzysztof Janik (SdRP), Danuta Waniek (DUK) i Leszek Miller (SdRP). W obrębie SdRP pojawił się konflikt związany z nazwą koalicji. Włodzimierz Cimoszewicz sprzeciwiał się użyciu słowa „lewica”, jednocześnie proponując nazwę „Sojusz dla Ludzi”. W trakcie negocjacji jednak zdecydowano się przyjąć propozycję Leszka Millera, w związku z czym koalicja odtąd otrzymała nazwę Sojusz Lewicy Demokratycznej. Włodzimierz Cimoszewicz jako przewodniczący Komitetu Wyborczego SLD przedstawił Zbigniewowi Bujakowi propozycję zblokowania list kandydatów lewicy postsolidarnościowej (RDS, PUS, Solidarność Pracy) i lewicy postkomunistycznej (SLD). Rozmowy zakończono ze względu na sprzeciw środowiska Zbigniewa Bujaka, które ostatecznie w nowym Sejmie uzyskało tylko jeden mandat poselski. Komitet SLD zarejestrował 37 list wyborczych.
W wyniku wyborów parlamentarnych koalicja zdobyła 11,98% poparcia, otrzymując 60 mandatów poselskich i 4 senatorskie. Uzyskała drugi po Unii Demokratycznej wynik wyborczy. W wyniku porozumienia ugrupowań postsolidarnościowych SLD nie otrzymał ani reprezentantów w prezydium Sejmu, ani szefów komisji Sejmowych. W parlamencie SLD pełnił funkcję ugrupowania antysystemowego i pozostawał w opozycji wobec kolejnych rządów postsolidarnościowych: Jana Olszewskiego i Hanny Suchockiej, krytykując ich postawę społeczną i gospodarczą, która prowadziła, zdaniem SLD, do degradacji warunków życia (krytyce podlegał w szczególnym stopniu rząd Jana Olszewskiego). SLD krytykował również wprowadzenie do szkół lekcji religii, projekt ustawy o ochronie życia poczętego oraz ustawę odbierającą prawo do korzystniejszej emerytury osobom zatrudnionym w latach 1944–1956 w prokuraturze, Urzędzie Bezpieczeństwa i Komitecie do spraw Bezpieczeństwa Publicznego. SLD popierał wnioski o wotum nieufności dla obydwu tych rządów. Pod koniec kadencji klub Sojuszu liczył o jednego posła mniej niż na początku (w trakcie kadencji opuściło go trzech posłów, a zasiliło dwóch), był jednak największym klubem sejmowym.

#### 1993–1997

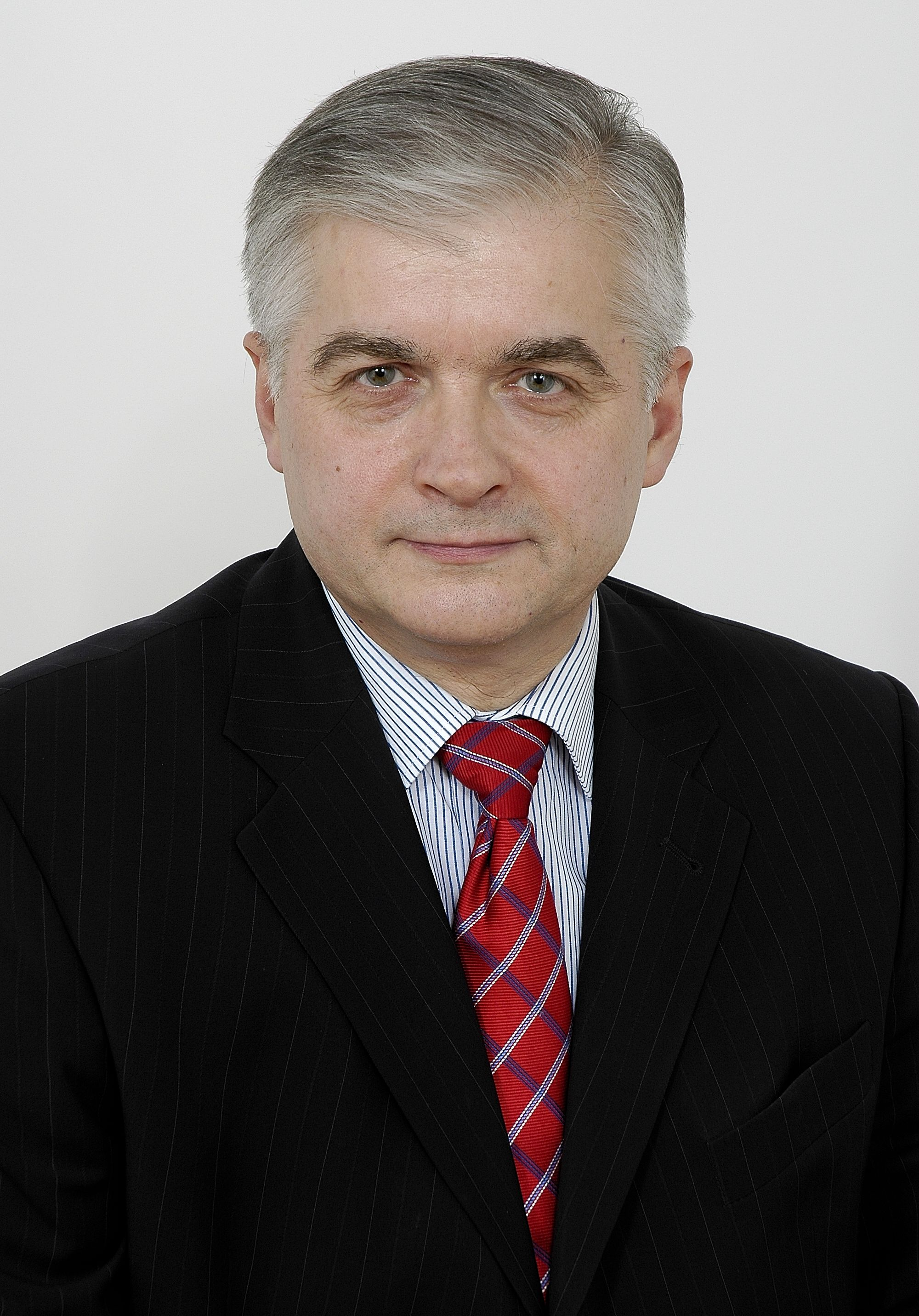
Włodzimierz Cimoszewicz – premier z ramienia SLD w latach 1996–1997

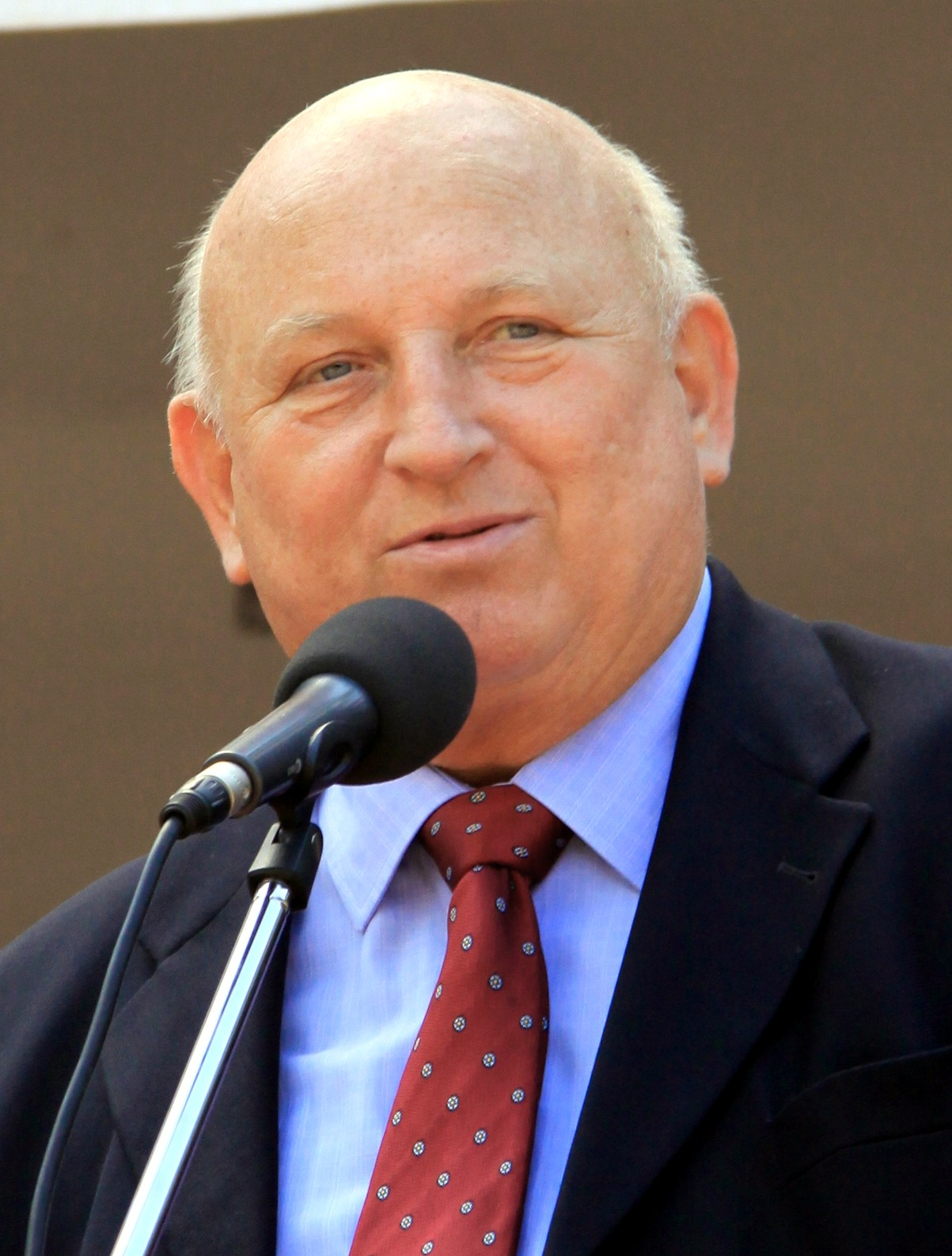
Józef Oleksy – premier z ramienia SLD w latach 1995–1996, w latach 1996–1997 lider tej koalicji (jako szef SdRP), od 2004 do 2005 szef SLD

Przed kolejnymi wyborami parlamentarnymi 7 lipca 1993 została zawarta koalicja przez 29 sygnatariuszy. SLD prowadził kampanię pod hasłem: Tak dalej być nie musi. SLD przedstawiał się jako ugrupowanie odpowiedzialne i będące przeciwwagą dla radykalizmu prawicy. Wyważona kampania spowodowała wzrost poparcia dla SLD do poziomu 15%. Poparcie utrzymywało się na tym samym poziomie i dawało miejsce w czołówce sondaży. Koalicja SLD wygrała wybory, zdobywając 20,4% głosów i 171 mandatów.
Po wygranych wyborach Sojusz Lewicy Demokratycznej przystąpił do rozmów o koalicji rządowej z Polskim Stronnictwem Ludowym. W pierwszych rozmowach o utworzeniu koalicji rządowej 21 września uczestniczyła także Unia Pracy. Decyzją prezydium UP nie weszła do koalicji SLD-PSL. 13 października podpisano 10-punktową umowę koalicyjną między SLD a PSL. Po podpisaniu umowy koalicyjnej SLD utworzył rząd z PSL, który na początku kadencji miał większość w Sejmie (303 z 460 mandatów). Początkowo kandydatem Sojuszu na premiera był ówczesny szef SLD – Aleksander Kwaśniewski, jednakże odmowa Polskiego Stronnictwa Ludowego została przyjęta. Premierem został prezes koalicyjnego PSL Waldemar Pawlak. Marszałkiem Sejmu został kandydat SLD Józef Oleksy. Marszałkiem Senatu został kandydat PSL Adam Struzik.
Pierwszy konflikt między koalicjantami miał szeroki charakter. Dotyczył m.in. obsadzenia funkcji komisji sejmowych przez polityków Unii Demokratycznej (m.in. Bronisława Geremka). Spór dotyczył także ograniczenia roli Marka Borowskiego oraz prób pozbycia się z rządu Wiesława Kaczmarka. Pomimo konfliktów 25 października podpisana została umowa koalicyjna pomiędzy ugrupowaniami.
Rząd Waldemara Pawlaka uzyskał wotum zaufania głosami SLD, PSL i części posłów Unii Pracy. W czerwcu 1994 UP przeszła do opozycji.
Do opozycji należały w tamtej kadencji Sejmu: Unia Pracy (od czerwca 1994), Unia Demokratyczna i Unia Wolności, Bezpartyjny Blok Wspierania Reform, Konfederacja Polski Niepodległej, Mniejszość Niemiecka, Nowa Demokracja oraz Polska Partia Socjalistyczna.
Korzystna dla prezydenta interpretacja małej konstytucji spowodowała obsadzenie stanowisk szefów: MON, MSZ i MSW osobami z nominacji Lecha Wałęsy.
W pierwszym okresie rządów koalicji miały miejsce również konflikty pomiędzy rządem i prezydentem dotyczące m.in. kandydatury Dariusza Rosatiego na stanowisko ministra finansów, a także kontroli nad armią bez pośrednictwa MON. Najpoważniejszym skutkiem konfliktu z Lechem Wałęsą był brak nominacji na stanowisko ministra obrony do czasu rekonstrukcji rządu w 1995.
Pierwszy kryzys wewnątrz w koalicji rządowej związany był z prywatyzacją Banku Śląskiego. Na skutek konfliktu doszło do dymisji Stanisława Kawalca i Marka Borowskiego. W lipcu 1994 premier Waldemar Pawlak zablokował program powszechnej prywatyzacji. Kolejnym polem konfliktu między koalicjantami było stanowisko wobec kwestii światopoglądowych. Do czasu uchwalenia konstytucji odłożono ratyfikację konkordatu. Na skutek sprzeciwu PSL nie udało się Sojuszowi zliberalizować ustawy aborcyjnej.
2 lutego 1994 koalicja podjęła decyzję o przystąpieniu do programu „Partnerstwo dla Pokoju”. 8 kwietnia tego samego roku rząd Waldemara Pawlaka złożył wniosek o przyjęcie do Unii Europejskiej.
Za rządów SLD-PSL przyjęto program przemian ekonomicznych „Strategia dla Polski” zawierający m.in. zmianę systemu waloryzacji emerytur.
Przed wyborami prezydenckimi w 1995 28 przedstawicieli partii i stowarzyszeń poparło kandydaturę lidera SLD Aleksandra Kwaśniewskiego na urząd prezydenta Polski. Kandydat SLD wygrał obydwie tury wyborów (w pierwszej otrzymał 35,11% głosów, zaś w drugiej 51,72%, pokonując Lecha Wałęsę) i objął urząd prezydenta. Zwycięstwo Aleksandra Kwaśniewskiego zakończyło konflikty pomiędzy parlamentem a prezydentem.
W wyniku zmian w ustaleniach koalicyjnych 7 marca 1995 premierem został Józef Oleksy, który – po oskarżeniu przez członka własnego rządu, ministra spraw wewnętrznych Andrzeja Milczanowskiego o szpiegostwo – zrezygnował 26 stycznia 1996 z pełnionego urzędu. 7 lutego 1996 Józefa Oleksego na stanowisku premiera zastąpił Włodzimierz Cimoszewicz, który pełnił tę funkcję do 17 października 1997. Za rządów koalicji SLD-PSL Zgromadzenie Narodowe uchwaliło projekt konstytucji, przyjęty później w ogólnokrajowym referendum (za przyjęciem nowej konstytucji opowiedziało się 52,7% głosujących).
Podczas kampanii przed wyborami w 1997 SLD był przez dłuższy czas liderem sondaży przedwyborczych. Koalicja prowadziła kampanię pod hasłami: Dotrzymaliśmy Słowa i Dobre dziś, Lepsze jutro.
Przewodniczącym Krajowego Komitetu Wyborczego SLD w 1997 był Włodzimierz Cimoszewicz. W skład koalicji SLD wchodziły następujące organizacje (po dwukropkach podano ich szefów):

- Socjaldemokracja Rzeczypospolitej Polskiej: Józef Oleksy (wiceprzewodniczący KKW)
- Ogólnopolskie Porozumienie Związków Zawodowych: Józef Wiaderny (wiceprzewodniczący KKW)
- Stowarzyszenie „Pokolenia”: Jerzy Szmajdziński (wiceprzewodniczący KKW)
- Białoruskie Towarzystwo Społeczno-Kulturalne w Polsce: Jan Syczewski
- Demokratyczna Unia Kobiet: Danuta Waniek
- Federacja Zakładowych Organizacji Związkowych Przemysłu Metalowego, Elektrycznego i Maszynowego – „Metalowcy”: Zdzisław Tuszyński
- Federacja Związków Zawodowych Nauczycielstwa Polskiego Szkół Wyższych i Nauki: Zygmunt Cybulski
- Federacja Związków Zawodowych Pracowników Ochrony Zdrowia: Alicja Milewska
- Federacja Związków Zawodowych Pracowników PKP: Waldemar Chyczewski
- Federacja Związków Zawodowych Pracowników Przemysłu Lekkiego: Zbigniew Kaniewski
- Krajowa Rada Weteranów Lewicy: Jakub Krajewski
- Krajowa Rada Spółdzielcza: Jerzy Jankowski
- Krajowe Przedstawicielstwo Emerytów i Rencistów: Wojciech Kukułka
- Nowa Demokracja: Eugeniusz Januła
- Partia Pracy: Józef Ciuruś
- Polska Partia Socjalistyczna: Jan Mulak
- Polska Partia Zielonych: Wiesław Kossakowski
- Polski Związek Emerytów, Rencistów i Inwalidów: Elżbieta Arciszewska
- Ruch Ludzi Pracy: Lech Szymańczyk
- Niezależna Inicjatywa Europejska „NIE”: Piotr Gadzinowski
- Stowarzyszenie Polaków Poszkodowanych przez III Rzeszę: Mirosław Podsiadło
- Stowarzyszenie „Strażnica – Dom Polski”: Ryszard Ulicki
- Towarzystwo Kultury Świeckiej: Maria Szyszkowska
- Towarzystwo Przyjaciół Nauk Społecznych: Bolesław Przywara
- Unia Chrześcijańsko-Społeczna: Kazimierz Morawski
- Zrzeszenie Studentów Polskich: Marek Wikiński
- Związek Nauczycielstwa Polskiego: Jan Zaciura
- Związek Socjalistycznej Młodzieży Polskiej: Małgorzata Okońska-Zaremba
- Związek Zawodowy „Budowlani”: Zbigniew Janowski
- Związek Zawodowy Górników w Polsce: Jan Kisieliński
- Związek Zawodowy Pracowników Przemysłu Miedziowego: Ryszard Zbrzyzny
- Związek Zawodowy Pracowników Rolnictwa w RP: Leon Grycuk
- Związek Żołnierzy Ludowego Wojska Polskiego: Roman Orłowski

#### 1997–1999
Kampania przedwyborcza skupiała się na porównaniu okresu rządów koalicji SLD-PSL z krytycznymi ocenami rządów i kryzysem ekonomicznym początku lat dziewięćdziesiątych. SLD prezentował dane dotyczące m.in. stopy bezrobocia, inflacji i płac realnych. Według sondaży zarówno SLD, jak i Akcja Wyborcza Solidarność, cieszyły się poparciem 25–30% wyborców. Natomiast poparcie dla potencjalnych koalicjantów (Unii Wolności i PSL) wynosiło od 7–15%.
W wyborach parlamentarnych w 1997 SLD startował pod hasłami: Dobre dziś – lepsze jutro, i Polska wierzy we własną przyszłość. Bezpośrednią przyczyną porażki koalicji SLD-PSL była tzw. powódź tysiąclecia, która miała miejsce w lipcu 1997. Ujawniła nieprzygotowanie służb państwa i nieudolność do zwalczania skutków kataklizmu. Nieprzemyślane wypowiedzi premiera, nieudolna pomoc oraz niefortunne wypowiedzi polityków koalicji rządowej dotyczące nierealistycznych obietnic odbudowy zniszczeń w ciągu kilku miesięcy spowodowały spadek poparcia dla SLD i PSL oraz w następstwie porażkę w wyborach.
Mimo wyborczej porażki SLD zdobył 27,13% głosów. Wynik ten dał ugrupowaniu 164 mandaty w Sejmie i 28 mandatów w Senacie. SLD stał się największym ugrupowaniem opozycyjnym i krytykował rząd Jerzego Buzka za jego zdaniem pochopne i źle przygotowane reformy. Domagał się podniesienia składki zdrowotnej do 10%, zmiany liczby i granic województw oraz reform edukacji i wymiaru sprawiedliwości. Klub złożył wnioski o wotum nieufności dla ministrów edukacji (Mirosława Handkego) i sprawiedliwości (Hanny Suchockiej). Sojusz wystąpił z propozycją debaty na temat sytuacji w kraju, proponując wicepremierowi ministrowi finansów Leszkowi Balcerowiczowi debatę i przedstawiając program „Powrót na ścieżkę wzrostu gospodarczego”. SLD przedstawił również propozycję zmian w kodeksie karnym oraz opracowanie pt. Czy obywatele muszą być bezbronni wobec przestępców. Na koniec kadencji III kadencji Sejmu Sojusz był największym klubem parlamentarnym (liczył 162 posłów i 31 senatorów).

### Partia Sojusz Lewicy Demokratycznej

#### 1999–2001
W związku z wejściem w życie nowej Konstytucji RP, która prawo do zgłaszania kandydatów na posłów i na senatorów przyznała partiom politycznym i wyborcom, wykluczając organizacje społeczne, w dniu 15 kwietnia 1999 koalicja SLD przekształciła się w partię polityczną.

Zapowiedź przekształcenia SLD w partię polityczną padła 7 kwietnia 1999. Na spotkaniu parlamentarzystów lewicy Leszek Miller powiedział: 

Chcemy być silniejsi skuteczniejsi i otwarci. Chcemy rewizji programowej. To są główne przesłanki naszych działań, a w ich tle jest konieczność dostosowania się do wymogów konstytucyjnych.

15 kwietnia 1999 29 osób będących podmiotami SLD (27 z 32 wchodzących w skład starej koalicji – z wyjątkiem PPS; Ruchu Ludzi Pracy; Krajowego Przedstawicielstwa Emerytów, Rencistów i Inwalidów; Stowarzyszenia Polaków Poszkodowanych przez III Rzeszę i Towarzystwa Nauk Społecznych) podpisało deklarację założycielską partii. Jedenaście dni później sąd zarejestrował SLD jako nową partię polityczną. 17 maja 1999 decyzja sądu się uprawomocniła, zaś 16 czerwca samorozwiązaniu uległa Socjaldemokracja Rzeczypospolitej Polskiej. Do dnia 22 czerwca członkami KP SLD zostało 179 ze 192 posłów ugrupowania.
W dniach 18–19 grudnia 1999 odbył się I kongres SLD. Hasło kongresu brzmiało: Nowy wiek, nowy SLD, socjaldemokratyczny program dla Polski. Przewodniczącym partii został Leszek Miller, a sekretarzem generalnym Krzysztof Janik.
W wyborach prezydenckich w 2000 SLD nie wystawił kandydata, ale poparł Aleksandra Kwaśniewskiego, którego w 1995 wysunęła SdRP. Aleksander Kwaśniewski wygrał w I turze, uzyskując 53,9% głosów. Zwycięstwo prezydenta w pierwszej turze wyborów w połączeniu z postępującym rozpadem partii rządzących (rozpad koalicji AWS-UW) było przejawem ponownego wzrostu popularności lewicy postkomunistycznej. W sondażach z początku 1999 roku SLD osiągnął wynik 30% i był on porównywalny z wynikiem sondażowym AWS, a po roku w niektórych badaniach osiągnął poziom powyżej 40%, zaś AWS kilkanaście procent.
17 grudnia tego samego roku SLD, Unia Pracy, Krajowa Partia Emerytów i Rencistów, Stronnictwo Demokratyczne oraz Partia Ludowo-Demokratyczna zawarły koalicję Sojusz Lewicy Demokratycznej – Unia Pracy.
W kwietniu 2001 Sejm głosami AWS, UW i PSL uchwalono nową ordynację wyborczą zmieniającą metodę liczenia głosów z metody D’Hondta na metodę Sainte-Laguë. Na miesiąc przed wyborami parlamentarnymi koalicja SLD-UP miała 45–50% poparcia. W czasie trwania kampanii wyborczej szef SLD, Leszek Miller, został ogłoszony kandydatem na premiera w razie wygrania przez SLD wyborów.

#### 2001–2005

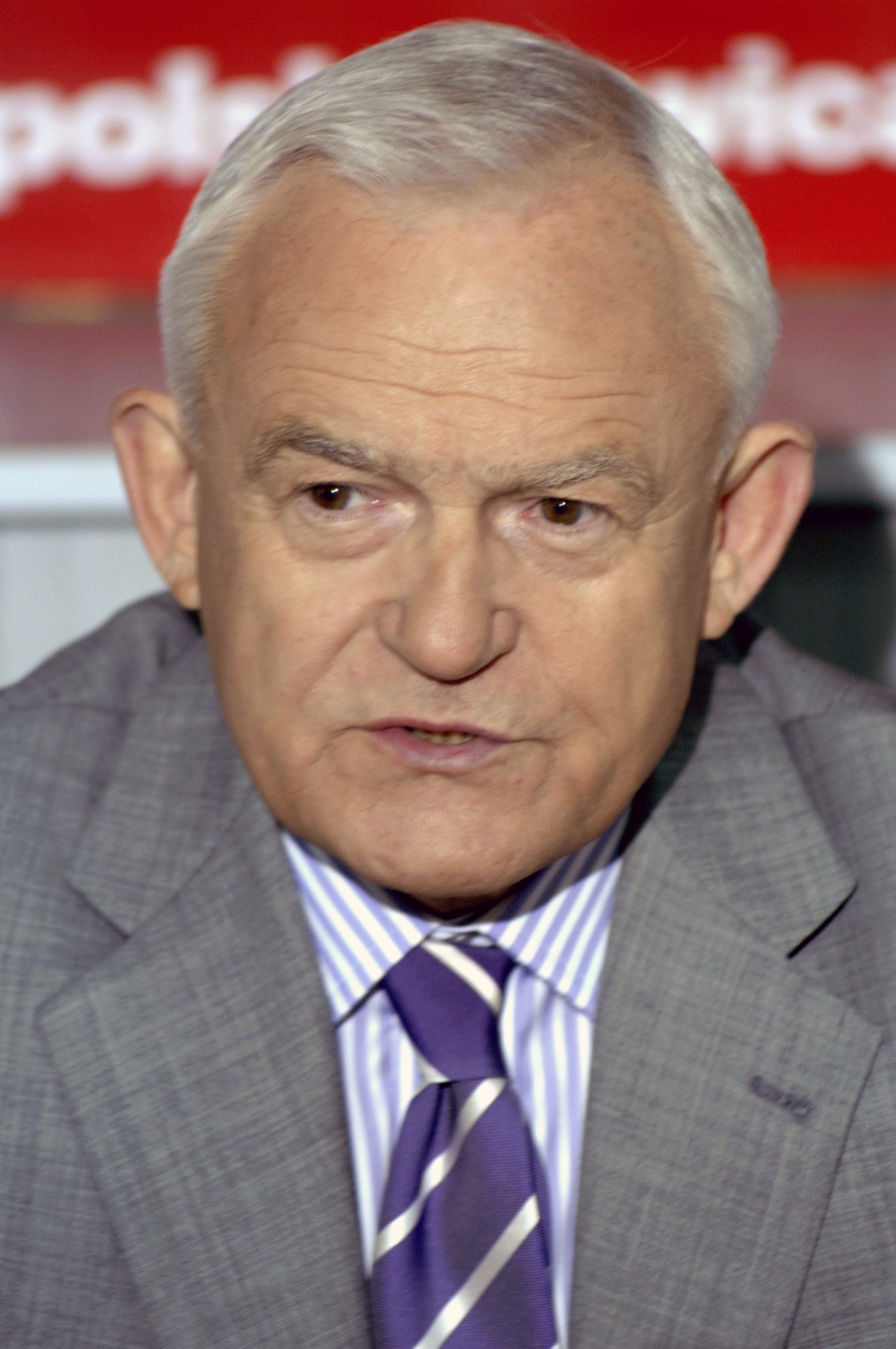
Leszek Miller – premier z ramienia SLD w latach 2001–2004 oraz przewodniczący partii w latach 1999–2004 (SdRP od 1997) i w latach 2011–2016

Rosnące notowania lewicy w sondażach sprawiły, że koalicja SLD-UP pod hasłem: Przywróćmy normalność, wygrajmy przyszłość wygrała wybory parlamentarne w 2001 z wynikiem 41,04%, uzyskując jako koalicja ogółem 216 mandatów poselskich. 196 mandatów przypadło SLD, 16 Unii Pracy, 2 uzyskali kandydaci PLD, a po jednym KPEiR oraz SD. W Senacie z 75 mandatów, 68 uzyskali kandydaci SLD, a pozostałe 7 przypadło osobom zgłoszonym przez UP. Zmiana ordynacji wyborczej sprawiła, że koalicja SLD-UP nie zdobyła bezwzględnej większości mandatów w Sejmie. Początkowo prezydent Aleksander Kwaśniewski sugerował utworzenie rządu mniejszościowego. Jednak rozmowy z przywódcami PO dotyczące poparcia dla poszczególnych projektów ustaw zakończyły się niepowodzeniem. Przywódca SLD zdecydował się na koalicję z Polskim Stronnictwem Ludowym. Leszek Miller rozważał możliwość utworzenia koalicji rządowej z trzecią siłą Sejmu IV kadencji Samoobroną RP, w ten sposób zmuszając PSL do znacznych ustępstw. 10 października 2001 ogłoszony został skład rządu Leszka Millera. Rząd uzyskał wotum zaufania głosami SLD-UP, PSL oraz Samoobrony RP.
Na początku kadencji klub sejmowy SLD liczył 200 posłów (nie przystąpili do niego jedynie posłowie UP, którzy powołali własny klub; w Senacie natomiast klub SLD-UP „Lewica Razem” funkcjonował do końca kadencji w 2005).
Wraz PSL i UP Sojusz współtworzył rząd pod przewodnictwem Leszka Millera.
W październiku 2002 koalicja SLD-UP wygrała także wybory samorządowe. Koalicja zdobyła 4816 mandatów do rad gmin i 1639 do rad powiatów. W wyborach do sejmików wojewódzkich zdobyła 24,65% głosów, co dało jej łącznie 189 mandatów.
Mimo zwycięstwa w kolejnych wyborach w polityce wewnętrznej z powodu deficytu budżetowego rząd Leszka Millera był zmuszony do wprowadzenia ograniczeń w wydatkach, wprowadzenia podatków oraz uchwalenia budżetu warunkowego. Długoterminowej poprawie finansów miał się przyczynić plan Hausnera zakładający wielosektorową restrukturyzację oraz ograniczenia wydatków m.in. na samochody służbowe, który z powodu oporu społeczeństwa został zrealizowany w niewielkim stopniu oraz reforma wydatków socjalnych. Mimo dużej skali sukcesu wyborczego premier oraz jego rząd szybko zaczęli tracić poparcie społeczne. Zarówno w sondażach CBOS z marca, jak i OBOP z czerwca 2002, liczba przeciwników rządu przekraczała 50%. Zarówno notowania rządu, jak i SLD pogorszyły się z końcem roku 2002. W grudniu 2002 wybuchła tzw. Afera Rywina. Skutkiem wybuchu afery było powołanie z inicjatywy PO i PiS komisji śledczej. Przed komisją zeznawał m.in. premier Leszek Miller.
Rządy koalicji SLD-PSL-UP przyczyniły się do ukończenia negocjacji akcesyjnych z Unią Europejską (szczyt w Kopenhadze 13 grudnia 2002) i do 7% wzrostu gospodarczego przy jednoczesnym znaczącym wzroście zadłużenia państwa i powiększeniu deficytu handlowego. Rząd Leszka Millera nie przedłużył nierentownego kontraktu na dostawy gazu z Norwegii, pogarszając sytuację z monopolem Rosji.
Na skutek różnicy zdań w sprawie ustawy o biopaliwach i przyjęcia weta prezydenta, a także odrzucenia ustawy o winietach, 1 marca 2003 Leszek Miller wykluczył PSL z koalicji rządowej. Od tego momentu do końca kadencji SLD tworzył rząd mniejszościowy wspólnie z innymi lewicowymi partiami (do 2004 z UP, od 2004 z Unią Lewicy III RP – przedstawiciele tych partii zajmowali stanowisko wicepremiera, a także ministrów resortowych; ponadto w 2004 działacz SDPL został ministrem zdrowia).

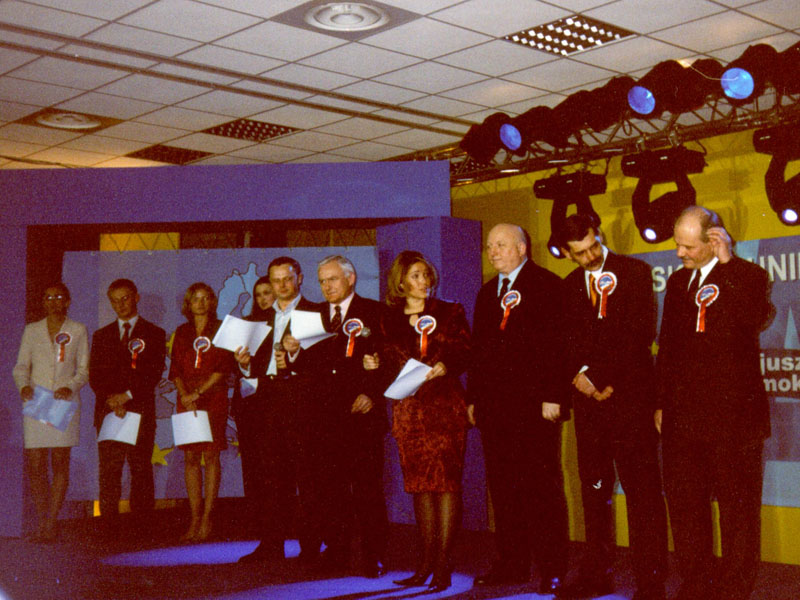
Spotkanie prounijne SLD (2003), m.in. Andrzej Szejna, Leszek Miller, Józef Oleksy, Marek Dyduch

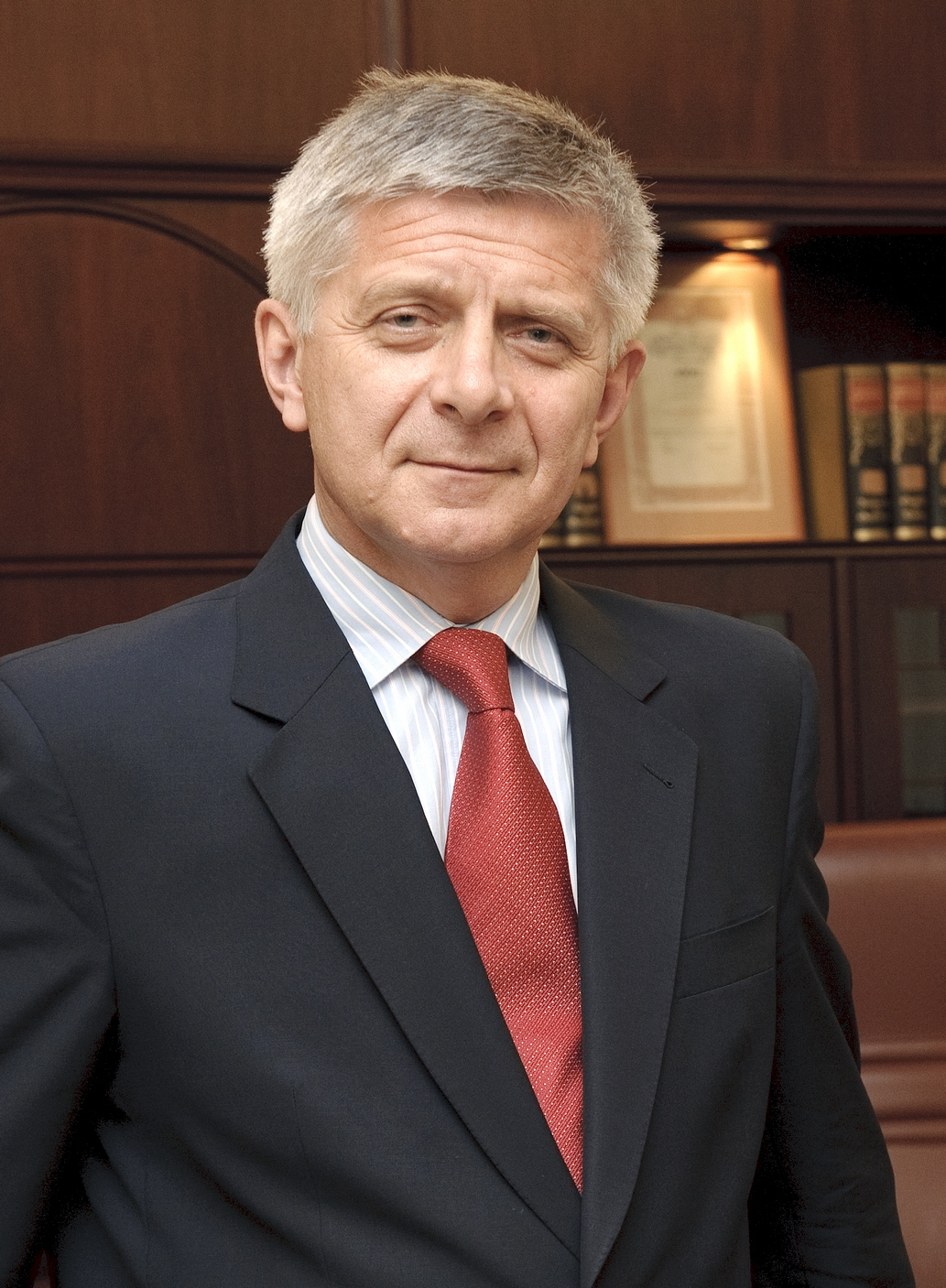
Marek Belka – premier z ramienia SLD w latach 2004–2005

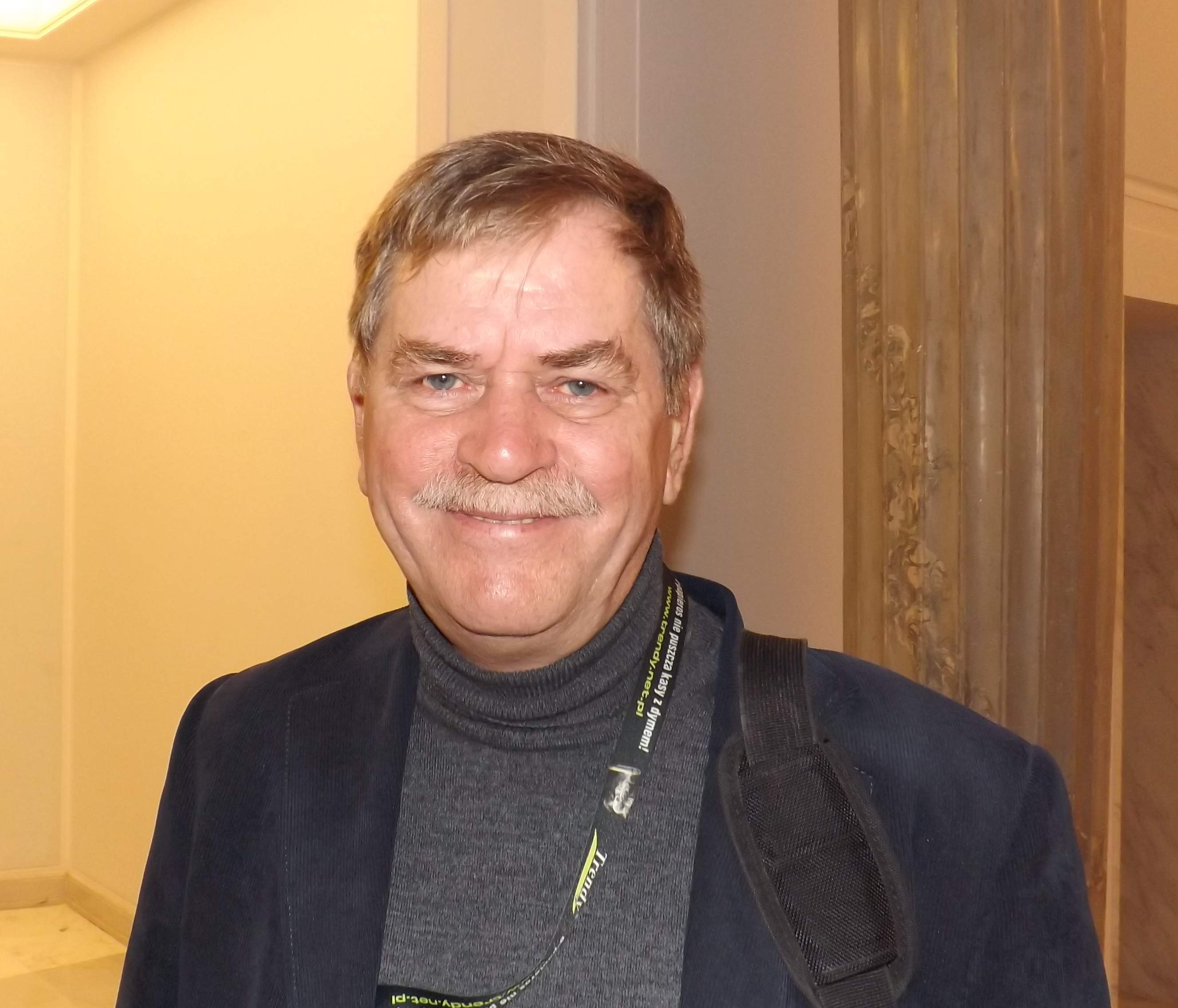
Krzysztof Janik – przewodniczący SLD w 2004

29 czerwca 2003 odbył się II kongres partii, na którym na przewodniczącego ponownie wybrano Leszka Millera, który otrzymał 625 na 777 głosów delegatów oraz nowe władze partii, przedstawiono strategię warszawską, a także poruszono zagadnienia strategii ekologicznej dla Polski, skutecznego i bezpiecznego państwa obywatelskiego, równego statusu kobiet i mężczyzn oraz integracji europejskiej. W lipcu 2003 wybuchła afera starachowicka, wśród podejrzanych znaleźli się dwaj posłowie SLD Henryk Długosz i Andrzej Jagiełło oraz wiceminister spraw wewnętrznych Zbigniew Sobotka.
W sierpniu wybuchła kolejna afera z udziałem działaczy SLD, którym zarzucono branie łapówek wartych setki tysięcy złotych. Kolejne afery powodowały stały spadek poparcia partii i spowodowały zmianę lidera sondaży. Na początku 2004 prowadziła PO z wynikiem 24%. Poparcie dla koalicji SLD-UP wynosiło 13–14% i było porównywalne do poparcia PiS.
Na konwencji w marcu 2004 zmieniono część prezydium SLD, nowym szefem został Krzysztof Janik (zmieniono też dwoje wiceszefów – nowymi zostali wówczas Katarzyna Piekarska i Grzegorz Napieralski).
Pod wpływem narastających konfliktów w łonie partii, 26 marca 2004 grupa działaczy SLD z marszałkiem Sejmu Markiem Borowskim na czele założyła nową partię pod nazwą Socjaldemokracja Polska (SDPL). Na stanowisku marszałka Sejmu Marka Borowskiego zastąpił Józef Oleksy. W kwietniu 2004 wybuchła afera Orlenu. Premier Leszek Miller został oskarżony przez byłego ministra skarbu o wymuszenie użycia UOP do zmiany prezesa PKN Orlen. Oskarżenia przyczyniły się do powołania kolejnej komisji śledczej, przed którą zeznawał urzędujący premier.
W okresie istnienia rządu Leszka Millera Polska przystąpiła do Unii Europejskiej. Dzień później (2 maja 2004) Leszka Millera na stanowisku premiera zastąpił Marek Belka.
Potwierdzeniem spadkowego trendu w sondażach były czerwcowe wybory do Parlamentu Europejskiego. Sojusz Lewicy Demokratycznej ponownie znajdował się w nich w koalicji z Unią Pracy. Koalicja zdobyła 561 311 głosów (9,3%), co pozwoliło jej na uzyskanie 5 mandatów w PE (w tym 4 dla SLD).
Jesienią 2004 doszło do afery korupcyjnej z udziałem Marka Dochnala. Został on oskarżony o przekupienie byłego wojewody i szefa łódzkiego SLD Andrzeja Pęczaka. W listopadzie nagrania Agencji Bezpieczeństwa Wewnętrznego przekazane posłom komisji śledczej ds. PKN Orlen przedostały się do mediów. Na skutek afery Andrzej Pęczak został wykluczony z partii i klubu SLD, pozbawiony immunitetu i aresztowany. Został pierwszym posłem wykonującym mandat z więzienia.
W dniach 18–19 grudnia 2004 odbył się III kongres SLD. Na funkcję przewodniczącego wybrany został Józef Oleksy. Pokonał on przewodniczącego Krzysztofa Janika stosunkiem głosów 485:383. Na kongresie podjęto uchwałę dotyczącą referendum w sprawie traktatu konstytucyjnego i statusu polskich wojsk w Iraku. 5 stycznia 2005 na funkcji marszałka Sejmu Józefa Oleksego zastąpił Włodzimierz Cimoszewicz.
Kontynuacją konfliktu wewnątrz SLD było odejście w 2005 kolejnych działaczy (w tym posła i dotychczasowego ministra Jerzego Hausnera) do nowo utworzonej Partii Demokratycznej (poparcie dla niej wyraził także Marek Belka, który wystąpił z SLD). Skutkiem III kongresu było utworzenie przez Socjaldemokrację Polską i Unię Pracy porozumienia wyborczego (w ramach niezależnego od SLD komitetu). 21 maja 2005 kierownictwo SLD (przewodniczący, wiceprzewodniczący oraz przewodniczący klubu parlamentarnego) podało się do dymisji. Na konwencji partii 29 maja 2005 członkowie wybrali nowe władze z dotychczasowym ministrem rolnictwa w rządzie Marka Belki, Wojciechem Olejniczakiem na czele. Pod koniec IV kadencji Sejmu klub Sojuszu liczył 148 posłów. W Senacie V kadencji wspólny klub SLD i UP miał 58 senatorów.

#### 2005–2015

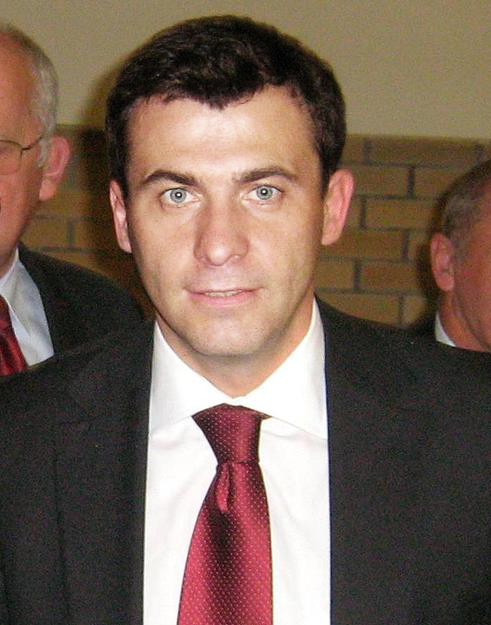
Wojciech Olejniczak – przewodniczący SLD w latach 2005–2008

Przed wyborami do Sejmu i Senatu, które odbyły się 25 września 2005, SLD podpisał porozumienie wyborcze z OPZZ, Unią Lewicy III RP i Ruchem Odrodzenia Gospodarczego im. Edwarda Gierka, w wyniku czego kandydaci na posłów i senatorów z tych organizacji i partii kandydowali z list wyborczych SLD w całym kraju. W wyborach do Sejmu na Sojusz zagłosowało 1 335 257 osób, co stanowiło 11,31% głosów ważnych. Pozwoliło to na zdobycie 55 miejsc w tej izbie parlamentu i zajęcie 4. miejsca. W Senacie SLD nie uzyskał żadnego mandatu (przedstawiciela w tej izbie Sojusz uzyskał jednak w wyborach uzupełniających 28 stycznia 2007 w okręgu elbląskim – został nim Władysław Mańkut, startujący z komitetu koalicyjnego LiD).
Jesienią 2005 w wyborach prezydenckich SLD poparł kandydaturę Włodzimierza Cimoszewicza, który ostatecznie wycofał się przed głosowaniem. Ostatecznie, pomimo krytyki, Sojusz poparł kandydaturę szefa SDPL Marka Borowskiego, który uzyskał 1 544 642 głosy (10,33%). W drugiej turze formalnie SLD nie poparł żadnego z kandydatów.
5 lutego 2006 Sojusz Lewicy Demokratycznej i Unia Pracy podpisały porozumienie wyborcze zakładające wspólny start w wyborach samorządowych w tym samym roku. 6 kwietnia podobne porozumienie z SLD podpisały następujące organizacje i partie: OPZZ, Unia Lewicy III RP, Związek Nauczycielstwa Polskiego, Polska Partia Socjalistyczna, Ruch Społeczny NIE, Ruch Odrodzenia Gospodarczego im. Edwarda Gierka, Związek Socjalistycznej Młodzieży Polskiej, Stowarzyszenie „Ordynacka” i Związek Żołnierzy Ludowego Wojska Polskiego. 3 września z kolei Sojusz Lewicy Demokratycznej wraz z Partią Demokratyczną – demokraci.pl, Socjaldemokracją Polską i Unią Pracy oficjalnie wszedł w skład koalicji samorządowej Porozumienie Lewicy i Demokratów – Wspólna Polska. Współpracę tych czterech partii kontynuowano po wyborach, Wojciech Olejniczak został jednym z przewodniczących powołanego 18 stycznia 2007 Komitetu Porozumiewawczego koalicji.
W marcu 2007 były przewodniczący partii Józef Oleksy odszedł z ugrupowania po ujawnieniu przez „Dziennik” tzw. taśm Oleksego – podsłuchanej rozmowy polityka z biznesmenem Aleksandrem Gudzowatym. We wrześniu tego samego roku partię opuścili kolejny jej były przewodniczący Leszek Miller i były sekretarz generalny Marek Dyduch (Leszek Miller utworzył następnie partię Polska Lewica).

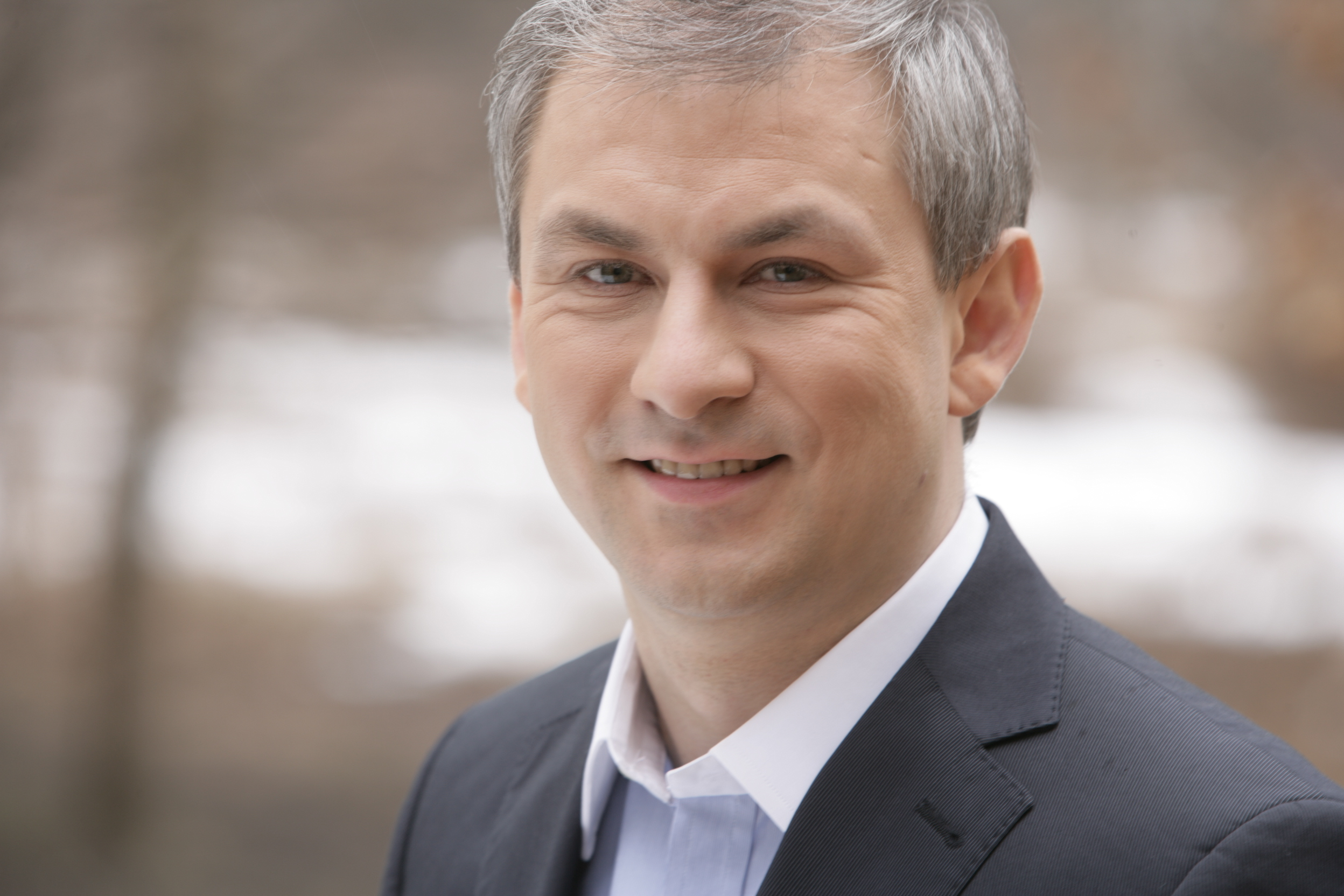
Grzegorz Napieralski – przewodniczący SLD w latach 2008–2011

W wyborach 21 października 2007 SLD brał udział w ramach koalicji Lewica i Demokraci, która uzyskała łącznie 13,15% głosów – otrzymała 53 mandaty w Sejmie (kandydatom SLD przypadło 40 z nich). Do Senatu LiD nie wprowadził żadnego kandydata. Mandat w tej izbie uzyskał natomiast startujący z własnego komitetu członek SLD Włodzimierz Cimoszewicz, który do końca kadencji pozostał senatorem niezrzeszonym.
29 marca 2008 Wojciech Olejniczak poinformował o zakończeniu ścisłej współpracy z PD, po czym posłowie związani z tą partią, a następnie posłowie SDPL, opuścili klub LiD (pomimo braku takiego oczekiwania SLD wobec obydwu partii). 22 kwietnia 2008 powstał w Sejmie nowy klub poselski o nazwie „Lewica”, który utworzyło dotychczasowych 40 posłów SLD oraz 2 dotychczasowych posłów Socjaldemokracji Polskiej. Współpracę z SLD kontynuowała UP.
IV kongres ugrupowania miał miejsce w dniach 31 maja–1 czerwca 2008. Pierwszego dnia kongresu nowym przewodniczącym Sojuszu został Grzegorz Napieralski, pokonując w głosowaniu dotychczasowego szefa partii Wojciecha Olejniczaka stosunkiem głosów 231:210.
W wyborach do Parlamentu Europejskiego w 2009 SLD odrzucił ofertę współpracy z Porozumieniem dla Przyszłości Dariusza Rosatiego i zdecydował się reaktywować koalicję Sojusz Lewicy Demokratycznej – Unia Pracy, z listy której oprócz SLD i UP startowali również kandydaci Krajowej Partii Emerytów i Rencistów (SLD podpisał także porozumienie z Polską Lewicą, jednak ostatecznie działacze tej partii nie znaleźli się na listach wyborczych). Komitet SLD-UP uzyskał 908 765 głosów (12,34%), zajmując 3. miejsce i wprowadzając do PE 7 deputowanych (w tym 6 z SLD).
Na początku 2010 byli premierzy i byli przewodniczący partii Leszek Miller oraz Józef Oleksy powrócili do SLD (uczynił to także Marek Dyduch).
10 kwietnia doszło do katastrofy samolotu rządowego, którym polska delegacja z prezydentem Lechem Kaczyńskim na czele leciała na uroczystości upamiętniające zbrodnię katyńską. Zginęli wówczas także parlamentarzyści klubu Lewica: dwoje wiceprzewodniczących SLD – Jolanta Szymanek-Deresz i ogłoszony jako kandydat partii w wyborach prezydenckich w 2010 wicemarszałek Sejmu Jerzy Szmajdziński, a także współpracująca z SLD bezpartyjna posłanka klubu Izabela Jaruga-Nowacka. Po śmierci Jerzego Szmajdzińskiego kandydatem na urząd prezydenta został Grzegorz Napieralski. W I turze przedterminowych wyborów uzyskał on 2 299 870 głosów (13,68%), zajmując 3. miejsce spośród 10 kandydatów i nie przeszedł do II tury, w której nie udzielił oficjalnego poparcia żadnemu z kandydatów.
Pod koniec września tego samego roku Klub Poselski Lewica przyjął nazwę KP SLD, a w jego skład wszedł kolejny były polityk SDPL Marek Balicki.
Przed wyborami samorządowymi w 2010 SLD podpisał porozumienie z wieloma organizacjami, m.in. OPZZ oraz partiami (Unią Pracy, Partią Kobiet, Zielonymi 2004 i Partią Regionów), których przedstawiciele znaleźli się na listach wyborczych Sojuszu. W wyborach do sejmików województw komitet SLD uzyskał 15,20% głosów. Uzyskał tym samym czwarty wynik spośród wszystkich komitetów. Najwyższy wynik Sojusz uzyskał w województwie lubuskim (26,09% głosów). W województwach dolnośląskim, opolskim i podkarpackim SLD wszedł w koalicję rządzącą z PO i PSL (w podkarpackim utraciła ona władzę w 2013). Kandydaci komitetu SLD wygrali wybory na prezydentów m.in. Częstochowy, Sosnowca, Dąbrowy Górniczej, Zielonej Góry, Włocławka i Konina. Członkowie SLD zostali również prezydentami m.in. w Rzeszowie, Legnicy i Słupsku.
W 2011 partia sprzedała należący do niej kompleks trzech budynków w rejonie ul. Rozbrat w Warszawie za 35 mln zł spółce Radius Projekt (budynek główny został zburzony w 2023).
Przed końcem kadencji parlamentu do klubu poselskiego SLD dołączyli kolejni byli lub ówcześni członkowie SDPL (niektórzy opuścili klub jeszcze przed końcem kadencji). Pod koniec kadencji w klubie SLD zasiadało po dwoje członków Unii Pracy i SDPL.

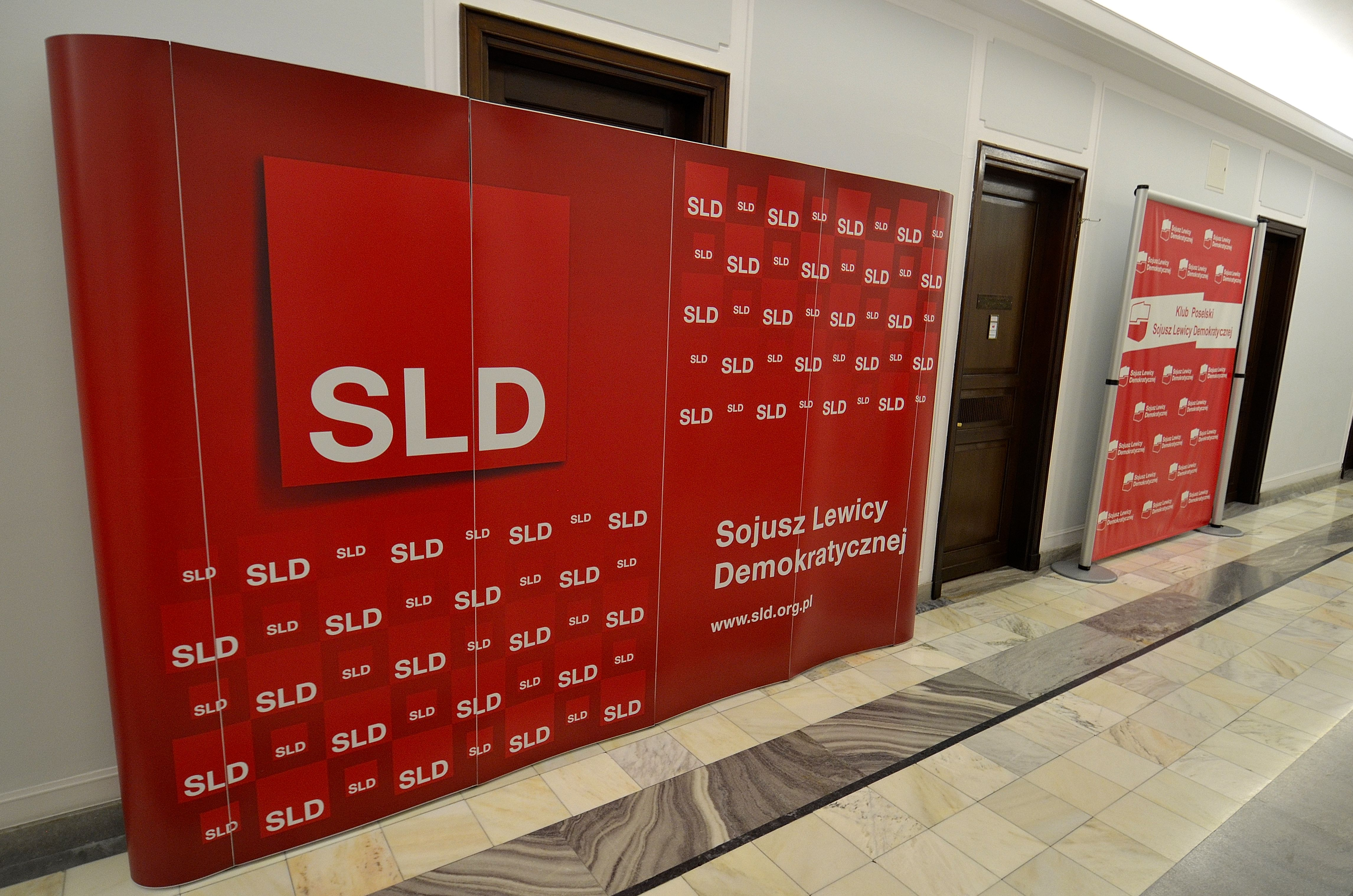
Siedziba Klubu Parlamentarnego SLD w Sejmie

Na wybory parlamentarne zaplanowane na 9 października 2011 SLD powołał samodzielny komitet wyborczy, na którego listach znaleźli się także działacze Krajowej Partii Emerytów i Rencistów, Unii Pracy, Partii Kobiet, Zielonych 2004, częściowo Socjaldemokracji Polskiej i Partii Demokratycznej, a ponadto kilka osób z Partii Regionów, Polskiej Partii Socjalistycznej, Ruchu Odrodzenia Gospodarczego im. Edwarda Gierka, Komunistycznej Partii Polski, Samoobrony RP oraz Racji PL. Hasło wyborcze SLD brzmiało Jutro bez obaw. W wyborach do Sejmu SLD uzyskał 8,24% głosów, co było 5. wynikiem spośród wszystkich komitetów i pozwoliło na uzyskanie 27 mandatów. W Senacie mandat uzyskał ponownie startujący z własnego komitetu Włodzimierz Cimoszewicz (który zasiadł w Kole Senatorów Niezależnych), jednak już 17 grudnia tego samego roku został on skreślony z listy członków partii. Po wyborach SLD ponownie znalazł się w opozycji wobec rządu, stracił także możliwość samodzielnego zgłaszania wniosków o wotum nieufności. 10 grudnia tego samego roku Grzegorz Napieralski zrezygnował z funkcji przewodniczącego partii, a na jego następcę został wybrany Leszek Miller, który zdobył 320 głosów delegatów. Jego kontrkandydaci uzyskali: Marek Balt 50 głosów, Joanna Senyszyn 28 głosów i Artur Hebda 17 głosów.
V kongres ugrupowania miał miejsce 28 kwietnia 2012. W wyniku ogłoszonych wówczas rezultatów głosowania, do którego upoważnieni byli wszyscy członkowie partii, przewodniczącym Sojuszu pozostał Leszek Miller (jedyny kandydat na to stanowisko).
7 grudnia 2012 SLD opuścił eurodeputowany Marek Siwiec, który podjął potem współpracę z Ruchem Palikota (podobnie jak wcześniej dwaj posłowie SLD, którzy przeszli do klubu poselskiego tej partii). 8 kwietnia tego samego roku został wykluczony z partii jeden z jej założycieli Ryszard Kalisz (założył on stowarzyszenie polityczne Dom Wszystkich Polska).
W wyborach do Parlamentu Europejskiego w 2014, podobnie jak m.in. w poprzednich eurowyborach, SLD powołał koalicyjny komitet wraz z Unią Pracy (na jego listach znalazło się jednak jedynie 4 członków UP). Uzyskał on 9,44% głosów, zajmując 3. miejsce i wprowadzając do Europarlamentu 5 posłów, w tym 4 reprezentujących SLD. 29 czerwca tego samego roku (jeszcze przed rozpoczęciem nowej kadencji) eurodeputowana Lidia Geringer de Oedenberg wystąpiła z SLD.

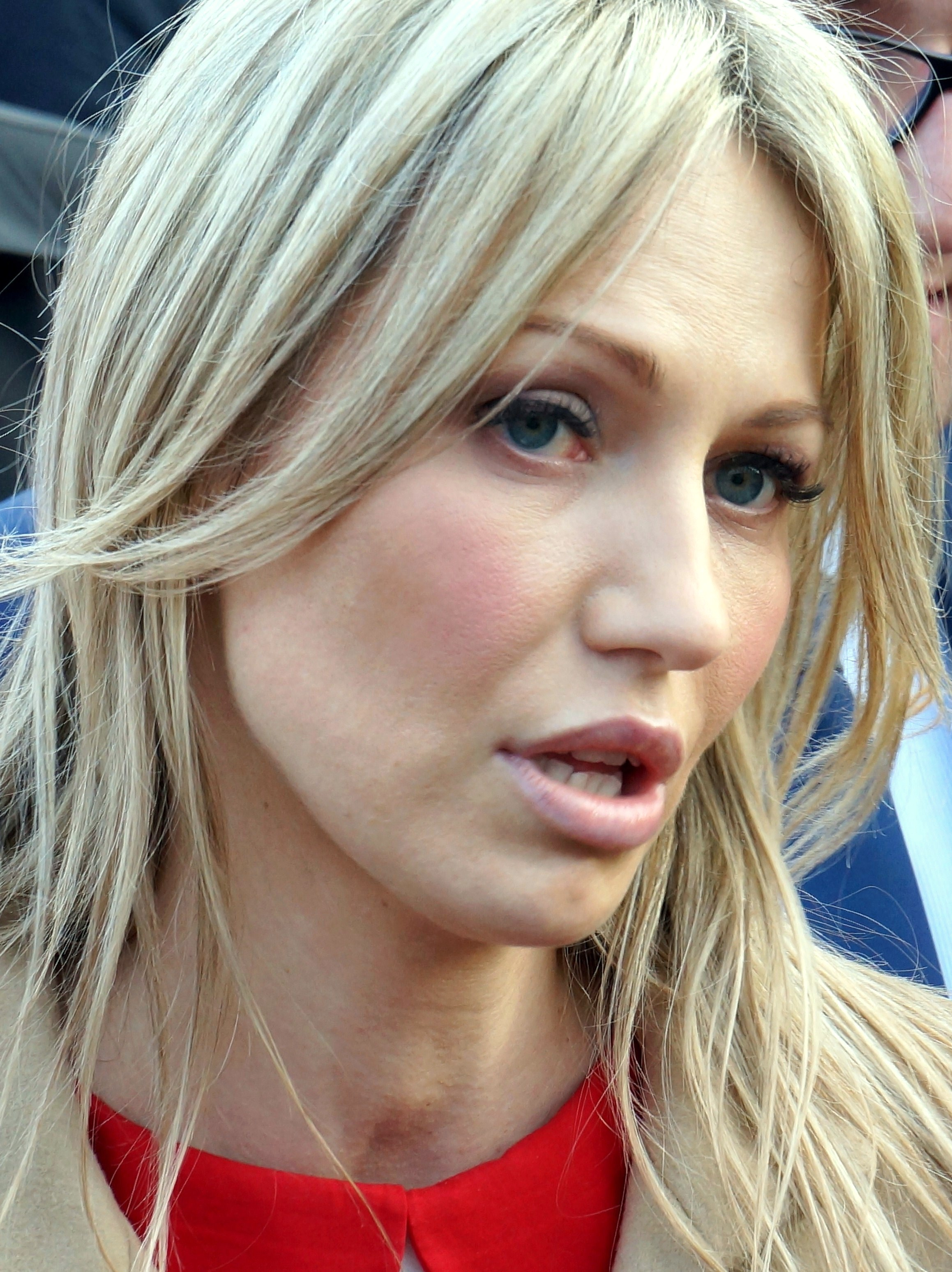
Magdalena Ogórek – kandydatka SLD na prezydenta w 2015

W sierpniu 2014 SLD zdecydował się na start w wyborach samorządowych w ramach komitetu o nazwie SLD Lewica Razem (nie porozumiawszy się z Twoim Ruchem). W skład komitetu oprócz SLD weszły formalnie UP i KPEiR. Na listach SLD LR znalazła się także część przedstawicieli innych partii (m.in. Partii Regionów, Polskiej Lewicy, SDPL, PD, SD, Partii Kobiet i Unii Lewicy), a także wielu organizacji niepartyjnych (m.in. OPZZ, Ligi Kobiet Polskich i Domu Wszystkich Polska). Komitet SLD LR w wyborach do sejmików uzyskał 8,79% głosów i 28 mandatów (było to 4. wynikiem spośród wszystkich komitetów; najlepszy wynik koalicja uzyskała w województwie lubuskim; jeden mandat przypadł UP, a kandydatom związanym z SLD pozostałe). W trzech województwach komitet nie uzyskał żadnych mandatów radnych sejmików. SLD wszedł w skład koalicji rządzącej z PO i PSL w sejmiku śląskim, a w pozostałych znalazł się w opozycji (ponadto w sejmiku opolskim jedyny radny SLD znalazł się w klubie współrządzącego PSL). 4 członków SLD (w tym 2 startujących z ramienia SLD LR) wygrało w I turze wybory na prezydentów miast, zaś do II tury przeszło 8 kandydatów SLD LR, z czego 3 zostało prezydentami miast. Urzędy prezydentów miast przypadły 10 członkom SLD.
9 stycznia 2015 zmarł Józef Oleksy (od 2012 będący jednym z wiceprzewodniczących partii). Tego samego dnia SLD ogłosił bezpartyjną Magdalenę Ogórek jako swoją kandydatkę na prezydenta RP. Dwa dni później UP zerwała ogólnopolską współpracę z Sojuszem Lewicy Demokratycznej. W wyborach prezydenckich Magdalena Ogórek zajęła 5. miejsce spośród 11 kandydatów, otrzymując 2,38% głosów. Po I turze partia zakończyła z nią współpracę. Nie poparła żadnego z kandydatów, którzy przeszli do II tury wyborów.
W trakcie VII kadencji Sejmu klub poselski SLD zasiliło kilku byłych posłów Ruchu Palikota i Twojego Ruchu oraz dwaj byli posłowie Platformy Obywatelskiej.
W czerwcu 2015 były przewodniczący SLD Grzegorz Napieralski odszedł z partii i wraz ze swoimi zwolennikami utworzył wspólnie z byłymi politykami TR partię Biało-Czerwoni.

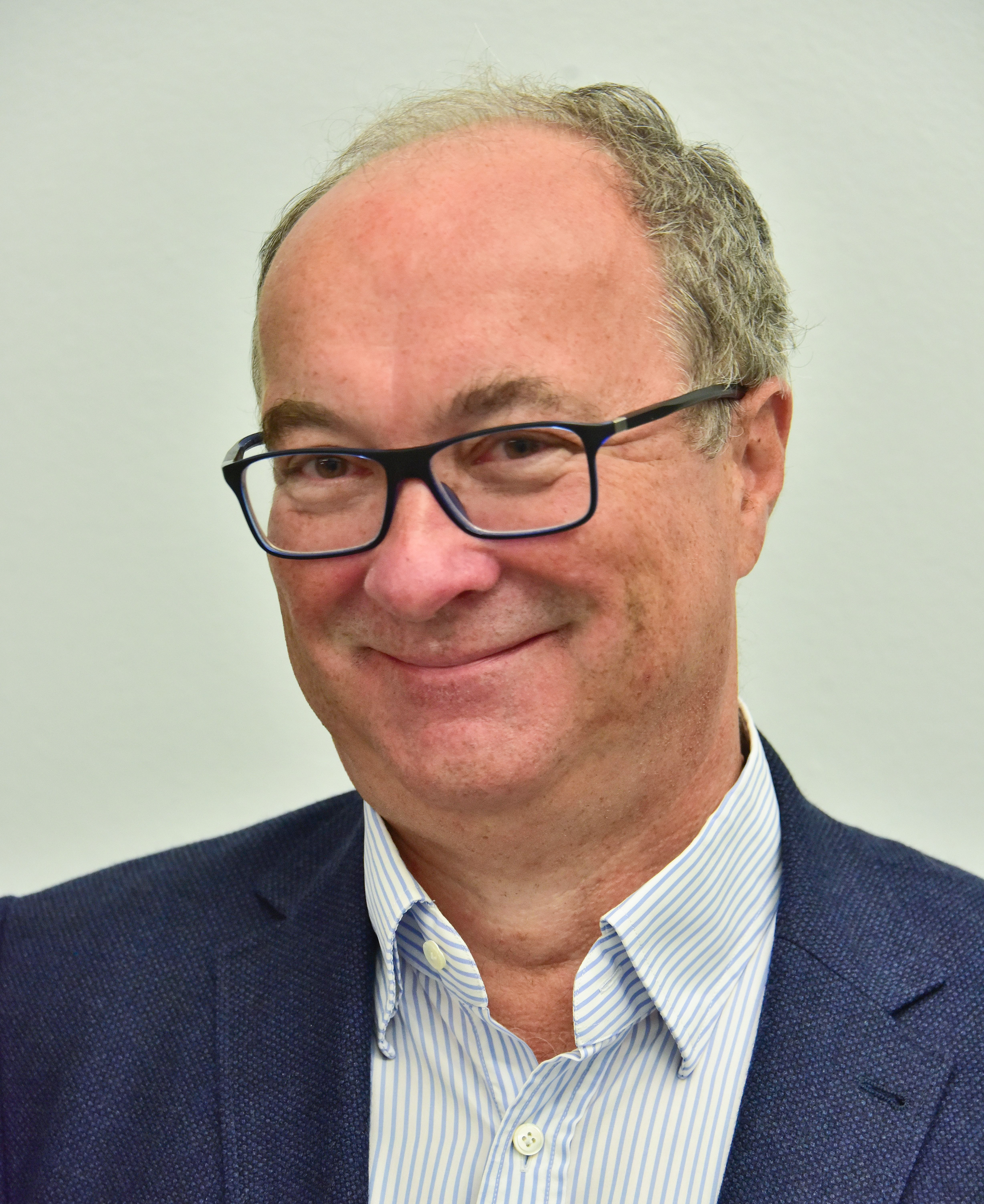
Włodzimierz Czarzasty – przewodniczący partii SLD w latach 2016–2021, od 2021 przewodniczący frakcji

Przed wyborami parlamentarnymi zaplanowanymi na 25 października 2015 SLD zawarł koalicję (Zjednoczona Lewica) z TR, UP, Zielonymi i PPS, która wystawiła listy do Sejmu we wszystkich okręgach wyborczych i kandydatów do Senatu w 31 ze 100 okręgów. W wyborach do Sejmu ZL uzyskała 7,55% głosów, czyli poniżej ośmioprocentowego progu wyborczego dla koalicji. Nie zdobyła też mandatów w Senacie. Wskutek tych wyników SLD po raz pierwszy swojej w historii znalazł się poza parlamentem.

#### 2015–2021
Na konwencji SLD 12 grudnia 2015 podjęto decyzję o bezpośrednim charakterze wyborów na przewodniczącego partii (podobnie jak w 2012). Jeśli w pierwszej turze żaden z kandydatów nie uzyskałby więcej niż połowy głosów, przewodniczący miał być wybrany przez delegatów na kongresie spośród dwóch kandydatów, którzy osiągnęli najwyższy wynik. Dotychczasowy przewodniczący Leszek Miller nie ubiegał się o reelekcję. Do drugiej tury przeszli Włodzimierz Czarzasty i Jerzy Wenderlich. Dalsze miejsca zajęli kolejno: Krzysztof Gawkowski, Zbyszek Zaborowski, Joanna Senyszyn, Michał Huzarski, Tomasz Nesterowicz, Dariusz Szczotkowski, Adam Kępiński i Piotr Rączkowski. 23 stycznia 2016, na VI kongresie SLD, Włodzimierz Czarzasty pokonał Jerzego Wenderlicha stosunkiem głosów 428:305.
W maju 2016 SLD wszedł w skład koalicji Wolność Równość Demokracja, powołanej pod patronatem Komitetu Obrony Demokracji.
Od czasu objęcia funkcji przewodniczącego przez Włodzimierza Czarzastego partię opuściła grupa działaczy, m.in. związanych ze stowarzyszeniem Inicjatywa Polska. W 2018 partię opuścił jej wiceszef i były sekretarz generalny Krzysztof Gawkowski, współtworząc partię Wiosna.
W 2017 partia była sygnatariuszem inicjatywy ustawodawczej „Ratujmy Kobiety”, mającej na celu zwiększenie możliwości legalnego dokonywania aborcji.
27 czerwca 2017 partia zdecydowała o ponownym powołaniu koalicji SLD Lewica Razem na wybory samorządowe w 2018. W 2018 formalnie w jej skład oprócz SLD weszły Unia Pracy, Socjaldemokracja Polska, Polska Partia Socjalistyczna, Polska Lewica i wykreślony już z rejestru partii Ruch Odrodzenia Gospodarczego im. Edwarda Gierka. Ponadto w szerokiej koalicji znalazły się także inne partie polityczne (Inicjatywa Feministyczna, Wolność i Równość oraz Partia Chłopska), jak również szereg innych organizacji (m.in. stowarzyszenie Ryszarda Kalisza Dom Wszystkich Polska, Ruch Ludzi Pracy, Stowarzyszenie „Ordynacka”, Związek Zawodowy Rolnictwa i Obszarów Wiejskich „Regiony” czy Towarzystwo Kultury Świeckiej im. Tadeusza Kotarbińskiego). Na Śląsku i w Gdyni z list koalicji startowali też przedstawiciele Unii Europejskich Demokratów, a w Warszawie Stronnictwa Demokratycznego. W niektórych miejscach (w tym w szeregu dużych miast) SLD wszedł także w lokalne sojusze z PO, Nowoczesną czy PSL. W wyborach do sejmików koalicja SLD LR uzyskała 6,62% w skali kraju (przekraczając próg we wszystkich województwach oprócz podlaskiego i małopolskiego, a najwyższe poparcie uzyskując w województwie lubuskim), otrzymując 11 mandatów w 7 województwach (najwięcej – 3 – w wielkopolskim). Uzyskali je jedynie przedstawiciele SLD (w 2019 radnego wybranego na eurodeputowanego zastąpił lider PPS). W wyborach na prezydentów miast kandydaci SLD LR zwyciężyli w Częstochowie i Dąbrowie Górniczej (której prezydent, obejmując urząd, wystąpił z SLD). Ponadto członkowie SLD startujący z własnych lub lokalnych komitetów zostali prezydentami Rzeszowa (w 2019 odszedł z partii), Legnicy (nie popierany przez partię w żadnej turze), Głogowa, Świdnicy i Będzina. Spośród partii, których członkowie zostali prezydentami, większą ich liczbę uzyskała jedynie PO (a mniejszą m.in. rządzące PiS). 15 członków SLD zostało wybranych na burmistrzów, a 16 na wójtów. W 8 województwach SLD wszedł w skład koalicji rządzącej (także tam, gdzie nie zdobył mandatów radnych sejmików). Przedstawiciele SLD zasiedli w zarządach województw lubuskiego i zachodniopomorskiego, a w wielkopolskim radny z SLD został przewodniczącym sejmiku. W sejmiku tym powstał klub SLD LR, w dwóch województwach SLD współtworzył kluby z PSL, w dwóch innych radni SLD weszli w skład klubów KO (w jednym z nich radny SLD w 2019 odszedł z partii), a w dwóch pozostałych nie przystąpili do żadnego klubu.
16 lutego 2019 krajowa konwencja Sojuszu Lewicy Demokratycznej zdecydowała, że partia na wybory do Parlamentu Europejskiego w tym samym roku będzie współtworzyć Koalicję Europejską, zainicjowaną przez grupę byłych premierów i ministrów spraw zagranicznych (w tym liderów Platformy Obywatelskiej, a także byłych premierów z ramienia SLD, w tym należącego wciąż do partii Leszka Millera). Innymi partiami, które powołały koalicję, były PO, PSL, Nowoczesna i Zieloni. SLD przypadło 15 miejsc na listach KE (po jednym z nich w okręgu pomorskim przypadło działaczkom IF i SDPL). Koalicja zdobyła poparcie 5 249 935 wyborców i z wynikiem 38,47% głosów zajęła drugie miejsce za Prawem i Sprawiedliwością. Pozwoliło to na objęcie 22 mandatów eurodeputowanych, z czego przedstawiciele SLD uzyskali 5 (zdobyli je m.in. wszyscy trzej żyjący byli premierzy z ramienia Sojuszu, w tym dwaj od wielu lat nie należący do partii). Kandydaci SLD zdobyli niespełna 6% głosów w skali kraju (ok. 15,5% w ramach KE).
29 czerwca 2019 w Sojuszu Lewicy Demokratycznej odbyło się referendum w sprawie startu partii w wyborach parlamentarnych w tym samym roku, w którym 83% (przy frekwencji 63% wśród 20 779 osobach uprawnionych do głosowania) działaczy opowiedziało się za koalicyjnym startem w tych wyborach. Pytanie referendalne nie precyzowało jednak, w jakiego rodzaju koalicji SLD miałby startować. 19 lipca przewodniczący SLD Włodzimierz Czarzasty, prezes partii Wiosna Robert Biedroń oraz Adrian Zandberg z zarządu krajowego Lewicy Razem poinformowali, że ugrupowania te wystartują wspólnie w wyborach. Dzień później do porozumienia dołączyła także PPS. Kilkoro związanych do tej pory z SLD działaczy pod koniec lipca zadeklarowało w wyborach start z list KO (partię opuściła m.in. Katarzyna Piekarska). Do lewicowej koalicji dołączyły następnie kolejne ugrupowania (m.in. partie UP, Twój Ruch, IF i Polska Partia Internetowa). 6 sierpnia 2019, w związku z chęcią uniknięcia konieczności przekroczenia w wyborach do Sejmu 8-procentowego progu dla koalicji przy stworzeniu wrażenia komitetu koalicyjnego, doszło do zmiany formalnego skrótu Sojuszu Lewicy Demokratycznej z „SLD” na „Lewica”, aby pod tą nazwą porozumienie ugrupowań lewicowych wystąpiło w wyborach. Do rejestracji nowego skrótu nie doszło jednak przed upływem terminu rejestracji komitetów wyborczych, w związku z czym koalicja Lewica przystąpiła do wyborów jako KW Sojusz Lewicy Demokratycznej. Na listach ostatecznie nie znaleźli się przedstawiciele UP i IF. W wyborach komitet SLD uzyskał 12,56% głosów, zajmując 3. miejsce i zdobywając 49 mandatów w Sejmie oraz 2 w Senacie. Przedstawicielom samego SLD przypadły 24 mandaty poselskie. Pozostałe mandaty w Sejmie przypadły kandydatom Wiosny (19) i Razem (6), zaś jedyne w Senacie działaczom Wiosny i PPS. Parlamentarzyści wybrani z list SLD utworzyli Koalicyjny Klub Parlamentarny Lewicy. Szef SLD Włodzimierz Czarzasty został wybrany na wicemarszałka Sejmu.
Po wyborach rozpoczęto działania mające prowadzić do połączenia SLD i Wiosny. 9 listopada 2019 rada krajowa partii wydała zgodę na zmiany w statucie ugrupowania, które dadzą podstawę prawną do zmian organizacyjnych umożliwiających połączenie z formacjami, które wyrażą taką wolę. 14 grudnia tego samego roku odbyły się obrady ciał statutowych SLD i Wiosny, po których poinformowano, że z połączenia obu ugrupowań powstanie partia Nowa Lewica. Sąd Okręgowy w Warszawie zaakceptował nieprawomocnie 27 stycznia 2020 przerejestrowanie SLD na Nową Lewicę, pod którym to szyldem zaplanowano powstanie wspólnej formacji (w marcu 2021 uprawomocniła się decyzja sądu w sprawie zmiany nazwy partii). 13 marca 2020 zarejestrowano fundację Sojusz Lewicy Demokratycznej, mającą na celu ochronę w przyszłości starej nazwy i znaku graficznego (jej prezesem został sekretarz generalny partii, poseł Marcin Kulasek).
7 stycznia 2020 zarząd SLD zdecydował o rekomendacji lidera partii Wiosna Roberta Biedronia na kandydata Lewicy w wyborach prezydenckich w tym samym roku. 12 dni później został on ogłoszony wspólnym kandydatem SLD, Wiosny i Lewicy Razem (później popartym przez PPS). W czerwcowych wyborach zajął on 6. miejsce spośród 11 kandydatów, otrzymując 2,22% głosów.
11 stycznia 2021 w Parlamencie Europejskim powstała delegacja Nowej Lewicy, w której znaleźli się zarówno eurodeputowani SLD (Nowej Lewicy), jak i Wiosny. Nie przystąpili do niej jednak byli premierzy (w związku z tym Leszek Miller oraz bezpartyjni Marek Belka i Włodzimierz Cimoszewicz przestali tym samym reprezentować partię), pozostając w dotychczasowej delegacji, która przyjęła nazwę Lewica dla Europy. Jej przewodniczący i poprzedni szef SLD Leszek Miller, po uprawomocnieniu się decyzji sądu o formalnej zmianie nazwy partii na „Nowa Lewica”, poinformował 18 marca 2021 o opuszczeniu ugrupowania.

### Frakcja SLD w ramach Nowej Lewicy (od 2021)
11 czerwca 2021 zgromadzenie ogólne partii Wiosna (której działacze do 10 czerwca składali deklaracje przystąpienia do Nowej Lewicy) podjęło decyzję o jej samorozwiązaniu. Formalnie zarząd Nowej Lewicy podjął decyzję o powołaniu frakcji SLD, będącej jedną z dwóch frakcji w partii obok frakcji Wiosna, 17 lipca 2021.
7 września 2021, w związku z nieprzyjęciem do frakcji SLD, członkostwo w partii utracił poseł Andrzej Rozenek. 17 dni później do frakcji SLD przystąpiła posłanka wybrana z rekomendacji Wiosny, Agnieszka Dziemianowicz-Bąk.
Proces jednoczenia środowisk SLD i Wiosny, będących frakcjami nowej partii, zakończył się na kongresie, który odbył się 9 października 2021. Wybrano wówczas władze ugrupowania w ramach parytetowego podziału pomiędzy obiema frakcjami. Ostatni przewodniczący partii SLD Włodzimierz Czarzasty został z ramienia frakcji SLD współprzewodniczącym Nowej Lewicy (obok Roberta Biedronia z frakcji Wiosna), pokonując w głosowaniu Piotra Rączkowskiego.
14 grudnia 2021 posłowie frakcji SLD Robert Kwiatkowski i Joanna Senyszyn odeszli z Nowej Lewicy i wraz z Andrzejem Rozenkiem (oraz dwójką senatorów) utworzyli Koło Parlamentarne PPS. 2 czerwca 2022 posłowie PPS (Robert Kwiatkowski, Andrzej Rozenek i Joanna Senyszyn) oraz wicemarszałek Senatu (także z koła PPS) Gabriela Morawska-Stanecka ogłosili powstanie Stowarzyszenia Lewicy Demokratycznej, odwołującego się do tradycji dawnej partii SLD. W lutym 2023 koło PPS przekształciło się (bez udziału szefa tej partii, senatora Wojciecha Koniecznego, który wrócił później do KKP Lewicy) w Koło Parlamentarne Lewicy Demokratycznej. 7 czerwca 2023 NL i KKP Lewicy opuściła posłanka frakcji SLD, Karolina Pawliczak (dołączając później do Koalicji Obywatelskiej).
W wyborach parlamentarnych w 2023 działacze frakcji SLD otrzymali 12 mandatów poselskich (z 19 dla członków NL i 26 dla wszystkich posłów wybranych z jej list) i 4 mandaty senatorskie (spośród 5 dla członków NL i 9 wybranych z ramienia jej komitetu). Włodzimierz Czarzasty pozostał na stanowisku wicemarszałka Sejmu. W powołanym w grudniu 2023 trzecim rządzie Donalda Tuska (w skład którego weszła NL) ministrami z SLD zostali Agnieszka Dziemianowicz-Bąk i Dariusz Wieczorek.
W wyborach samorządowych w 2024 m.in. 6 członków frakcji SLD zostało wybranych na prezydentów miast, 5 uzyskało z list KKW Lewicy mandaty radnych wojewódzkich, a następnie 4 zasiadło w zarządach województw. W wyborach do Parlamentu Europejskiego w tym samym roku przedstawiciele SLD nie zdobyli żadnego z 3 mandatów uzyskanych przez NL i Lewicę, jednak w miejsce wybranej do PE posłanki z Wiosny frakcji SLD przypadł 13. mandat w Sejmie.
W wyborach prezydenckich w 2025 kandydatką Lewicy została bezpartyjna wicemarszałek Senatu Magdalena Biejat. Jako kandydatka niezależna wystartowała w wyborach Joanna Senyszyn ze Stowarzyszenia Lewicy Demokratycznej (która wystąpiła z PPS w 2023).
Na kongresie nadzwyczajnym Nowej Lewicy 24 maja 2025 zmieniono statut partii, znosząc podział frakcyjny i wprowadzając jednoosobowe przewodnictwo (na podstawie zmian mają zostać wybrane władze partii na kongresie w grudniu tego samego roku).

## Program
Program Sojuszu Lewicy Demokratycznej zawarty został m.in. w dokumencie programowym Socjaldemokratyczny Program dla Polski. Zapisano w nim postulat budowy solidarnego społeczeństwa obywatelskiego, silnego i sprawnego państwa oraz rozwoju efektywnej gospodarki, zdolnej do zaspokojenia rosnących potrzeb społecznych, we współpracy ze związkami zawodowymi. W programie Sojuszu znalazło się także zrównanie poziomu życia w Polsce z najbardziej rozwiniętymi krajami Unii Europejskiej oraz modernizacja państwa i społeczeństwa polskiego przy pomocy demokracji opartej na stałym dialogu i poszukiwaniu porozumienia. Zgodnie z deklaracją programową Polska ma być państwem gwarantującym prawa i wolności obywatelskie, w tym zgodnie ze standardami Unii Europejskiej równouprawnienie i neutralność światopoglądową państwa. SLD chce zapewnić obywatelom równy dostęp do służby zdrowia i edukacji.

### Dokumenty programowe
Od 2011 partia przyjęła następujące dokumenty programowe:
- „Jutro bez obaw. Program dla Polski”, Rada Krajowa SLD, Warszawa 2011.
- „Program wyborczy”, KKW Zjednoczona Lewica SLD+TR+PPS+UP+Zieloni, pod red. B. Machalicy, 2015.
- „Przywróćmy normalność. Godne życie, sprawiedliwa i normalna Polska. Program Sojuszu Lewicy Demokratycznej. Materiał do dyskusji wewnątrzpartyjnej”, 2017.
- „Silny samorząd, demokratyczna Polska. Program samorządowy Sojuszu Lewicy Demokratycznej 2018”, pod red. S. Gajewskiego, 2018.
- Uchwała Krajowej Konwencji SLD z 16 lutego 2019, „Deklaracja europejska”.
- „Polska jutra. Główne postulaty Lewicy. Łączy nas przyszłość”, KW Sojusz Lewicy Demokratycznej, 2019.

### Zagadnienia ustrojowe
W kwestii ustroju Sojusz Lewicy Demokratycznej jako partia opowiadał się za jednoizbowym parlamentem oraz premierem wybieranym przez parlament. Prezydent z kolei miał pełnić rolę gwaranta ciągłości władzy państwowej, który aktywnie uczestniczy w sprawowaniu władzy w roli arbitra sporów politycznych. W przeszłości SLD opowiadał się również za bezpośrednimi wyborami wójtów, burmistrzów i prezydentów miast, postulat ten został zrealizowany za jego rządów w 2002 na kilka miesięcy przed wyborami samorządowymi.

### Program gospodarczy
Partia opowiadała się za ingerencją państwa w życie gospodarcze w charakterze inwestora w kapitał społeczny oraz jako regulator społecznej gospodarki rynkowej, stróża prawa i porządku ekonomicznego oraz stratega gospodarczego. Partia opowiada się za progresywnym podatkiem od dochodów osobistych. Mniejsze podatki przysługiwałyby przedsiębiorcom więcej inwestującym w gospodarkę.
W swoim programie gospodarczym partia proponowała również, aby celem nadrzędnym państwa było realne dobro społeczne i realne dobro jednostki mechanizmy rynku i państwa. W konfliktach na linii pracownik-pracodawca partia staje po stronie pracownika, gdyż „praca ma być zabezpieczeniem bytu socjalnego, a nie upokorzeniem człowieka”.
Początkowo SLD głosił częściowo liberalne poglądy gospodarcze, szczególnie dla nowych i małych podmiotów, przy jednoczesnej krytyce prywatyzacji i poparciu dla interwencjonizmu państwowego. Rządy SLD w latach 2001–2005 były niekiedy krytykowane przez silnie lewicowe środowiska z powodu neoliberalnego kursu politycznego, związanego także z ograniczaniem opieki społecznej prowadzonej przez państwo (m.in. likwidacja Funduszu Alimentacyjnego), co zbliżało SLD do koncepcji trzeciej drogi, popularnej w tamtym czasie wśród zachodniej socjaldemokracji (realizowanej np. przez Tony’ego Blaira).

### Polityka zagraniczna
Na pierwszym kongresie partii polityce zagranicznej poświęcono rozdział Polska w Świecie i integrującej się partnerskiej Europie. Głównym celem SLD było zapewnienie Polsce silnej i stabilnej pozycji w międzynarodowym układzie sił, a zwłaszcza w partnerskiej i integrującej się Europie.
Do podstawowych zadań państwa polskiego powinno należeć według SLD umacnianie niepodległości i suwerenności państwa oraz wykorzystanie współpracy międzynarodowej dla rozwoju gospodarczego kraju, wykorzystanie Polski do zbliżenia kulturowego i cywilizacyjnego narodów, eliminację zagrożeń zewnętrznych oraz uczestnictwo w rozwiązywaniu problemów globalnych. SLD zwraca także uwagę na ochronę praw mniejszości polskiej poza granicami i podtrzymanie więzi Polonii z Polską.
Po zwycięstwie w wyborach parlamentarnych jesienią 2001 partia promowała integrację europejską oraz zaangażowała się w kampanię referendalną na rzecz wejścia Polski do Unii Europejskiej. Partia zarówno w latach 90., jak i po 2001 kładła duży nacisk na umocnienie pozycji Polski w ramach Sojuszu Północnoatlantyckiego oraz sojuszu ze Stanami Zjednoczonymi Ameryki, czego wyrazem był udział polskich Sił Zbrojnych w interwencjach zbrojnych w Afganistanie (2002) i Iraku (2003) w okresie premierostwa Leszka Millera i prezydentury Aleksandra Kwaśniewskiego.

### Kwestie społeczne
W kwestiach światopoglądowo-obyczajowych SLD prezentuje liberalne stanowisko. Głosi rozdzielenie państwa i Kościoła oraz laicyzację prawa. Zdaniem działaczy księża nie powinni wpływać na prawo i decyzję wyborców. W kwestiach społecznych partia opowiadała się za zrównoważeniem statusu kobiet i mężczyzn w społeczeństwie m.in. poprzez wprowadzenie do szkół edukacji seksualnej, powszechne wdrożenie programów profilaktyki i ochrony zdrowia kobiet oraz dostępu do antykoncepcji i zabiegów in vitro oraz możliwością dokonania aborcji z ważnych przyczyn społecznych (te ostatnie deklaracje znalazły potwierdzenie m.in. w głosowaniu z października 2012, gdy klub SLD poparł projekt Ruchu Palikota rozszerzający możliwość legalnego dokonywania aborcji). SLD domagał się również wprowadzenia w życie krajowego programu przeciwdziałania przemocy w rodzinie, a także powołania na szczeblu województw i powiatów pełnomocników ds. równego statusu kobiet i mężczyzn. Partia popierała rejestrowane związki partnerskie.

### Inne zagadnienia
Partia deklarowała również chęć zachowania przywilejów byłych funkcjonariuszy komunistycznego aparatu bezpieczeństwa – efektem tego było głosowanie przeciwko projektowi ustawy dezubekizacyjnej w 2009. Opowiadała się też za zakończeniem lustracji. Rząd SLD-PSL-UP podjął również działania w dziedzinie ochrony zdrowia, zastępując 16 kas chorych Narodowym Funduszem Zdrowia. W okresie trwania rządów koalicja SLD-UP postulowała wprowadzenie winiet na budowę dróg ekspresowych i autostrad, jednak pomysł nie zyskał poparcia większości (sprzeciwiło mu się będące w koalicji rządowej PSL) i upadł.

### Platformy programowe SLD
Aktualna:
- Forum Równych Szans i Praw Kobiet

Dawne:
- Forum Dialogu Światopoglądowego
- Forum „Rozwój i Praca”
- Platforma Międzynarodowa
- Platforma „Porozumienie dla Zdrowia”
- Platforma Programowa ds. Wsi i Rolnictwa
- Platforma Programowa „Nowoczesna Lewica”
- Platforma Programowa „Prawo – Demokracja – Solidarność”
- Platforma Programowa SLD „Socjaldemokratyczna Przyszłość”
- Platforma samorządowa
- Platforma Socjalistyczna SLD
- Rada Ekologiczna SLD „Środowisko i Rozwój”

## Symbolika
Symbolem SLD był uproszczony zarys konturowej mapy Polski (stylizowana litera „S”) w kolorach flagi narodowej, a także znak graficzny w postaci czerwonego kwadratu, zawierający białe drukowane litery „SLD” w dolnej jego części. Nazwa, skrót nazwy i symbol graficzny SLD korzystają z ochrony prawnej, przewidzianej dla dóbr osobistych.

## Struktura i działacze

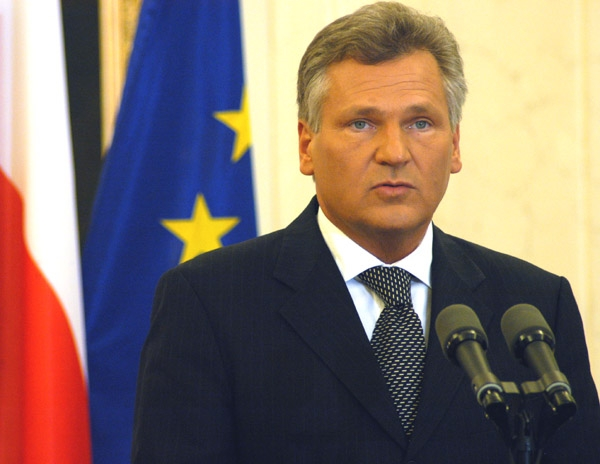
Prezydent z rekomendacji SLD Aleksander Kwaśniewski

W Sojuszu Lewicy Demokratycznej działali politycy zaliczani do różnych nurtów lewicowych i centrolewicowych. Z SLD związało się wielu dawnych działaczy PZPR (m.in. Leszek Miller, Józef Oleksy, Włodzimierz Cimoszewicz, Krzysztof Janik, Jerzy Jaskiernia, Tadeusz Iwiński, Włodzimierz Czarzasty czy Jacek Piechota) oraz działaczy OPZZ. Wśród liderów SLD znaleźli się również działacze młodszego pokolenia, którzy karierę zaczynali w SdRP (m.in. Grzegorz Napieralski) bądź nie funkcjonowali wcześniej w żadnej partii (np. Wojciech Olejniczak). Działaczami Sojuszu byli również politycy nurtu postsolidarnościowego, wywodzący się z ROAD, UD i UW (Andrzej Celiński, Katarzyna Piekarska i Marek Balicki). SLD przez część publicystów postrzegany jest jako partia postkomunistyczna, czyli wywodząca się ze środowiska PZPR.

### Organizacja
Krajowe władze uchwałodawcze SLD to: Kongres, Konwencja Krajowa i Rada Krajowa. Organy wykonawcze to natomiast Przewodniczący i Zarząd Krajowy. Władzą sądowniczą był Krajowy Sąd Partyjny, a władzą kontrolną Krajowa Komisja Rewizyjna.

### Władze

#### Przedstawiciele frakcji SLD w kierownictwie Nowej Lewicy
Współprzewodniczący:
- Włodzimierz Czarzasty

Wiceprzewodniczący:
- Marek Dyduch
- Łukasz Komoniewski
- Anna Mackiewicz
- Małgorzata Moskwa-Wodnicka
- Andrzej Szejna
- Dariusz Wieczorek

#### Ostatni skład Zarządu Krajowego partii SLD
Przewodniczący:
- Włodzimierz Czarzasty

Wiceprzewodniczący:
- Marek Balt
- Wincenty Elsner
- Bogusław Liberadzki
- Anna Mackiewicz
- Małgorzata Niewiadomska-Cudak
- Karolina Pawliczak
- Andrzej Szejna
- Tomasz Trela
- Sebastian Wierzbicki

Sekretarz generalny:
- Marcin Kulasek

Pozostali członkowie:
- Joanna Agatowska
- Wiesław Buż
- Jacek Czerniak
- Marek Dyduch
- Arkadiusz Iwaniak
- Artur Jaskulski
- Władysław Mańkut
- Cezary Olejniczak
- Małgorzata Sekuła-Szmajdzińska
- Wiesław Szczepański
- Karina Szewczyk
- Ryszard Śmiałek
- Jerzy Śnieg
- Dariusz Wieczorek
- Bogusław Wontor

### Przewodniczący SLD
| Portret | Imię i nazwisko       | od               | do                                                                                      |
| ------- | --------------------- | ---------------- | --------------------------------------------------------------------------------------- |
|         | Leszek Miller         | 15 kwietnia 1999 | 6 marca 2004                                                                            |
|         | Krzysztof Janik       | 6 marca 2004     | 18 grudnia 2004                                                                         |
|         | Józef Oleksy          | 18 grudnia 2004  | 29 maja 2005                                                                            |
|         | Wojciech Olejniczak   | 29 maja 2005     | 31 maja 2008                                                                            |
|         | Grzegorz Napieralski  | 31 maja 2008     | 10 grudnia 2011                                                                         |
|         | Leszek Miller         | 10 grudnia 2011  | 23 stycznia 2016                                                                        |
|         | Włodzimierz Czarzasty | 23 stycznia 2016 | 9 października 2021 (następnie współprzewodniczący Nowej Lewicy z ramienia frakcji SLD) |

### Przewodniczący klubu parlamentarnego (po rozwiązaniu PZPR)
| Portret | Imię i nazwisko                                                          | od   | do    |
| ------- | ------------------------------------------------------------------------ | ---- | ----- |
|         | Włodzimierz Cimoszewicz Parlamentarny Klub Lewicy Demokratycznej         | 1990 | 1991  |
|         | Aleksander Kwaśniewski                                                   | 1991 | 1995  |
|         | Mieczysław Czerniawski (p.o.)                                            | 1995 | 1996  |
|         | Jerzy Szmajdziński                                                       | 1996 | 1997  |
|         | Leszek Miller                                                            | 1997 | 2001  |
|         | Jerzy Jaskiernia                                                         | 2001 | 2004  |
|         | Krzysztof Janik                                                          | 2004 | 2005  |
|         | Jerzy Szmajdziński                                                       | 2005 | 2007  |
|         | Wojciech Olejniczak do 2008 klub Lewica i Demokraci, od 2008 klub Lewica | 2007 | 2009  |
|         | Grzegorz Napieralski do 2010 klub Lewica                                 | 2009 | 2011  |
|         | Leszek Miller                                                            | 2011 | 2015  |
|         | Krzysztof Gawkowski (Wiosna) Koalicyjny Klub Parlamentarny Lewicy        | 2019 | 2023  |
|         | Anna Maria Żukowska Koalicyjny Klub Parlamentarny Lewicy                 | 2023 | nadal |

## Prezydenci i premierzy RP

### Prezydent RP wywodzący się z SLD
| Imię i nazwisko        | Zdjęcie | Od              | Do              |
| ---------------------- | ------- | --------------- | --------------- |
| Aleksander Kwaśniewski |         | 23 grudnia 1995 | 23 grudnia 2005 |

### Prezesi Rady Ministrów reprezentujący SLD
| Imię i nazwisko         | Zdjęcie | Od                   | Do                   |
| ----------------------- | ------- | -------------------- | -------------------- |
| Józef Oleksy            |         | 7 marca 1995         | 7 lutego 1996        |
| Włodzimierz Cimoszewicz |         | 7 lutego 1996        | 31 października 1997 |
| Leszek Miller           |         | 19 października 2001 | 2 maja 2004          |
| Marek Belka             |         | 2 maja 2004          | 31 października 2005 |

## Organizacje młodzieżowe SLD
- 1999–2003: Sojusz Młodej Lewicy
- 1999–2003: Stowarzyszenie Młodej Lewicy Demokratycznej
- 2003–2021: Federacja Młodych Socjaldemokratów (następnie do 2025 młodzieżówka frakcji w Nowej Lewicy)

## Członkostwo i liczba członków
Członkiem Sojuszu Lewicy Demokratycznej mógł być obywatel Polski posiadający pełnię praw obywatelskich, który otrzymał rekomendację co najmniej jednego członka SLD działającego w partii od co najmniej 2 lat, złożył deklarację pisemnie w dowolnym kole i wpłacił opłatę wpisową. Wraz z przyjęciem do partii członek partii miał obowiązek uczestniczenia w życiu partii i dbania o jej dobre imię. Kandydowanie z list innych niż lista związana z SLD wymagała zaakceptowania przez radę właściwego szczebla. Niedopuszczalna była działalność w organizacjach konkurencyjnych wobec partii i działalność na jej szkodę. Rozpatrywanie podania o przyjęcie następowało w ciągu 3 miesięcy i w obecności osoby zainteresowanej.
| Rok  | Liczba członków |
| ---- | --------------- |
| 2001 | około 150 000   |
| 2002 | ponad 100 000   |
| 2003 | około 80 000    |
| 2010 | 49 677          |
| 2011 | około 58 500    |
| 2012 | 36 329          |
| 2015 | 38 470          |
| 2018 | 33 554          |
| 2020 | 31 930          |

## Poparcie w wyborach
|  |

### Wybory parlamentarne
| Wybory | Sejm                                                                                    | Sejm       | Sejm  | Sejm    | Sejm    | Senat      | Senat      | Senat | Senat   | Senat   | Rząd     |
| Wybory | Głosy                                                                                   | Głosy      | Głosy | Mandaty | Mandaty | Głosy      | Głosy      | Głosy | Mandaty | Mandaty |          |
| Wybory | Liczba                                                                                  | %          | +/−   | Liczba  | +/−     | Liczba     | %          | +/−   | Liczba  | +/−     |          |
| ------ | --------------------------------------------------------------------------------------- | ---------- | ----- | ------- | ------- | ---------- | ---------- | ----- | ------- | ------- | -------- |
| 1991   | 1 344 820                                                                               | 11,99 (2.) | –     | 60/460  | –       | 2 431 178  | 10,61 (2.) | –     | 4/100   | –       | Opozycja |
| 1993   | 2 815 169                                                                               | 20,41 (1.) | 8,42  | 171/460 | 111     | 5 036 884  | 18,45 (1.) | 7,84  | 37/100  | 33      | Koalicja |
| 1997   | 3 551 224                                                                               | 27,13 (2.) | 6,72  | 164/460 | 7       | 6 105 299  | 23,54 (2.) | 5,09  | 28/100  | 9       | Opozycja |
| 2001   | 5 342 519                                                                               | 41,04 (1.) | 13,91 | 196/460 | 32      | 10 532 523 | 38,91 (1.) | 15,27 | 68/100  | 42      | Koalicja |
| 2001   | Jako część koalicji SLD-UP, która zdobyła łącznie 216 mandatów w Sejmie i 75 w Senacie. |            |       |         |         |            |            |       |         |         |          |
| 2005   | 1 335 257                                                                               | 11,31 (4.) | 29,73 | 55/460  | 141     | 3 114 118  | 12,88 (3.) | 26,03 | 0/100   | 70      | Opozycja |
| 2007   | 2 122 981                                                                               | 13,15 (3.) | 1,84  | 40/460  | 15      | 4 751 281  | 14,60 (3.) | 1,72  | 1/100   | 1       | Opozycja |
| 2007   | Jako część koalicji Lewica i Demokraci, która zdobyła łącznie 53 mandaty w Sejmie.      |            |       |         |         |            |            |       |         |         |          |
| 2011   | 1 184 303                                                                               | 8,24 (5.)  | 4,91  | 27/460  | 13      | 1 307 547  | 9,00 (4.)  | 5,60  | 1/100   | 0       | Opozycja |
| 2015   | 1 147 102                                                                               | 7,55 (5.)  | 0,69  | 0/460   | 27      | 595 206    | 3,97 (4.)  | 5,03  | 0/100   | 1       | Brak     |
| 2015   | Jako część koalicji Zjednoczona Lewica, która nie przekroczyła progu wyborczego.        |            |       |         |         |            |            |       |         |         |          |
| 2019   | 2 319 946                                                                               | 12,56 (3.) | 5,01  | 49/460  | 49      | 415 745    | 2,28 (4.)  | 1,69  | 2/100   | 2       | Opozycja |

### Wybory do Parlamentu Europejskiego
| 2004 | 4/54                                                                | – |
| 2004 | Jako część koalicji SLD-UP, która zdobyła łącznie 5 mandatów.       |   |
| 2009 | 6/50                                                                | 2 |
| 2009 | Jako część koalicji SLD-UP, która zdobyła łącznie 7 mandatów.       |   |
| 2014 | 4/51                                                                | 2 |
| 2014 | Jako część koalicji SLD-UP, która zdobyła łącznie 5 mandatów.       |   |
| 2019 | 5/51                                                                | 1 |
| 2019 | Jako część Koalicji Europejskiej, która zdobyła łącznie 22 mandaty. |   |

### Wybory prezydenckie
| Wybory | Zdjęcie                 | Kandydat                | I tura      | I tura      | II tura   | II tura           | Wynik                              |
| Wybory | Zdjęcie                 | Kandydat                | Głosów      | %           | Głosów    | %                 | Wynik                              |
| ------ | ----------------------- | ----------------------- | ----------- | ----------- | --------- | ----------------- | ---------------------------------- |
| 1995   |                         | Aleksander Kwaśniewski  | 6 275 670   | 35,11% (1.) | 9 704 439 | 51,72%            | Wygrana z Lechem Wałęsą            |
| 2000   | Aleksander Kwaśniewski* | 9 485 224               | 53,90% (1.) | –           | –         | Wygrana w I turze |                                    |
| 2005   |                         | Włodzimierz Cimoszewicz | –           | –           | –         | –                 | Kandydat wycofał się               |
| 2005   |                         | Marek Borowski**        | 1 544 642   | 10,33% (4.) | –         | –                 | Kandydat nie przeszedł do II tury  |
| 2010   |                         | Grzegorz Napieralski    | 2 299 870   | 13,68% (3.) | –         | –                 | Kandydat nie przeszedł do II tury  |
| 2015   |                         | Magdalena Ogórek        | 353 883     | 2,38% (5.)  | –         | –                 | Kandydatka nie przeszła do II tury |
| 2020   |                         | Robert Biedroń***       | 432 129     | 2,22% (6.)  | –         | –                 | Kandydat nie przeszedł do II tury  |

* Poparty przez SLD kandydat niezależny.

** Poparty przez SLD kandydat SDPL.

*** Prezes Wiosny, kandydat wystawiony wspólnie przez SLD, Wiosnę i Razem.

### Ostatnie wybory do sejmików województw (2018, komitetSLD Lewica Razem)
| Sejmik             | Mandaty        | Władza   |
| ------------------ | -------------- | -------- |
| dolnośląski        | 0/36           | Brak     |
| kujawsko-pomorski  | 1/30           | Koalicja |
| lubelski           | 1/33           | Opozycja |
| lubuski            | 2/30           | Koalicja |
| łódzki             | 0/33           | Brak     |
| małopolski         | 0/39           | Brak     |
| mazowiecki         | 0/51           | Brak     |
| opolski            | 0/30           | Brak     |
| podkarpacki        | 0/33           | Brak     |
| podlaski           | 0/30           | Brak     |
| pomorski           | 0/33           | Brak     |
| śląski             | 2/45           | Opozycja |
| świętokrzyski      | 1/30           | Opozycja |
| warmińsko-mazurski | 0/30           | Brak     |
| wielkopolski       | 3/39           | Koalicja |
| zachodniopomorski  | 1/30           | Koalicja |
| Mandaty ogółem     | Mandaty ogółem | 11/552   |